# Belgium az első világháborúban

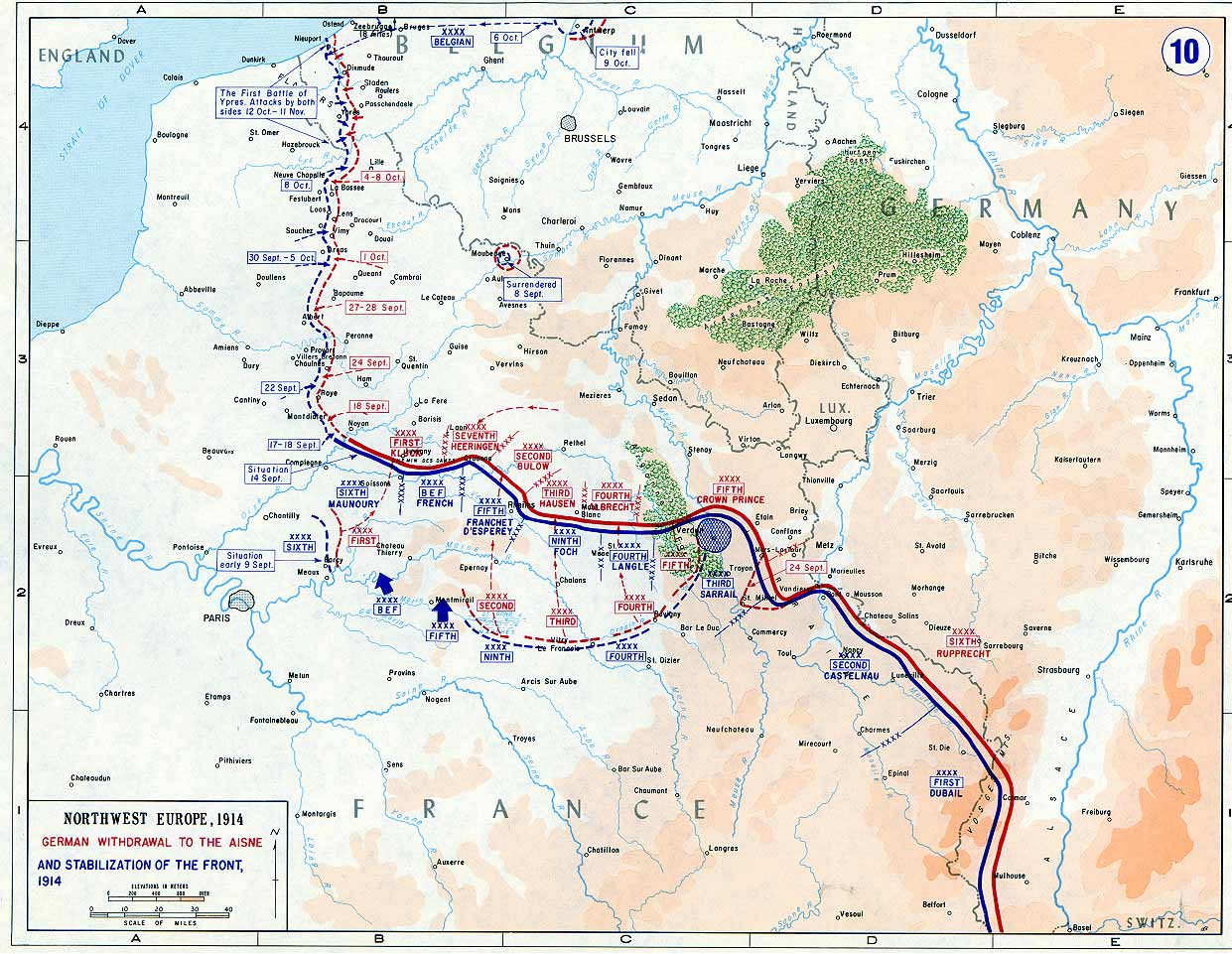
A nyugati fronton megmerevedett vonalak 1914-ben. 1918-ig lényegében csak kismértékű változásokra került sor, amelyeket csak óriási áldozatok árán tudtak kivívni.

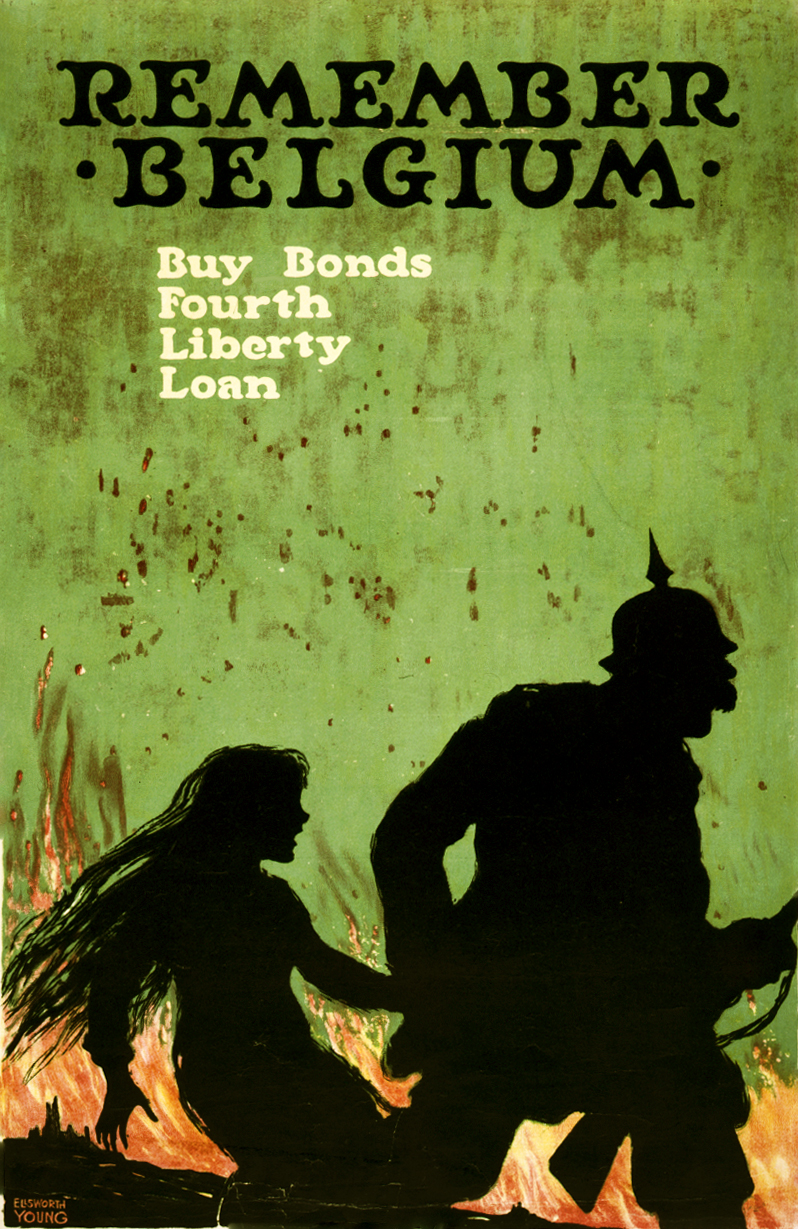
"Remember Belgium" - "Emlékezzetek Belgiumra!". I. világháborús angol propagandaplakát.

Belgiumot 1914-ben, a Schlieffen-terv értelmében Németország lerohanta, hogy az országon átvonulva, északról támadja meg Franciaországot, elkerülve a francia-német határra telepített erődítményeket. Belgium semlegességének megsértése ürügyet szolgáltatott az Egyesült Királyságnak, hogy belépjen a háborúba, míg a belga haderő hősies helytállása jelentősen lelassította a német előrenyomulást és időt adott a szövetséges (brit és francia) erősítés beérkezésének. Az 1914 szeptemberében végrehajtott ellentámadás után a front megmerevedett Belgium területén, de a belga csapatok sikerrel tartották meg az ország délnyugati csücskét. Csak 1918-ban szabadult fel az ország teljes területe.
A belga haderő ellenállását I. Albert belga király irányította, nem ritkán a frontvonalról. Legidősebb fia, a későbbi III. Lipót belga király sorkatonaként szolgált a belga hadseregben. Albert egészen 1918-ig saját irányítása alatt tartotta a belga csapatokat és csak ekkor egyezett bele, hogy a (parancsnoksága alatt álló) Flandria Hadseregcsoportban összevonják brit és francia csapatokkal.
A háború négy éve során Belgium és a belga lakosság jelentős veszteségeket szenvedett, számos várost súlyos tüzérségi támadások értek, illetve - az antant propagandájának valótlan állításai szerint - a katonai veszteségeket a német megszállók sokszor a polgári lakosságon torolták meg.
1918-ban Albert saját csapatai élén vonult be a felszabadított Brüsszelbe, ahol hősnek kijáró fogadtatásban részesítették.

## A világháború előkészületei

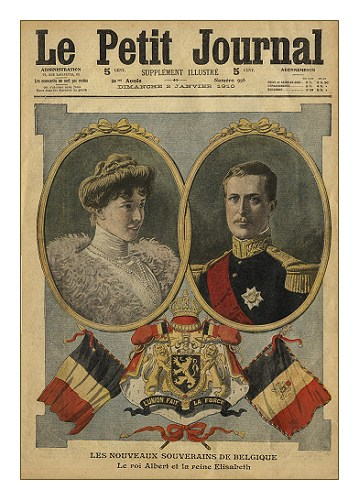
Albert király és Erzsébet királyné egy korabeli színes napilap címlapján, 1910-ben

A Schlieffen-terv a Német Császárság hadműveleti terve volt a nyugat-európai antantseregek gyors szétverésére. A terv alapjait Alfred von Schlieffen (1833–1913) német tábornagy dolgozta ki, amely szerint a német haderőt aszimmetrikusan osztotta fel: a balszárnyon elhelyezkedő Elzászban csupán kis számú, védekezésre berendezkedő haderőt hagyott, a front középső szakaszán a Saar-vidék fontos bányáinak és gyárainak védelmére egy megerősített védekező haderőt telepített, míg a jobbszárnyon megerősített lovas és gépesített alakulatok sorakoztak fel, melyek gyors előrenyomulásra voltak képesek. Ez utóbbi front alakulatainak feladata az volt, hogy Hollandia és Belgium gyors elfoglalásával utat nyissanak nyugat felé. Az Ardennek erdőségein átvonuló német alakulatoknak ki kellett törniük a Flandriai-síkságra. Ott dél felé fordulván pedig támadást indítani Franciaország szíve ellen és északnyugat irányából elérni illetve bekeríteni Párizst.
A német hadvezetés később módosította a tervet és eltekintett Hollandia megtámadásától, de három német hadsereget csoportosítottak a Belgiumot lerohanó támadó ékbe. A támadó csapatok számára szoros menetrendet készítettek: a támadás második hetének végére el kellett érniük a Gent–Charleroi–Luxembourg vonalat. Az első hónap végére a nyugat felé támadó csapatoknak ki kellett volna jutniuk az Somme–Sedan vonalra, majd a folyón átkelve, a 40. napon elérni a Szajnát és Párizs elővárosait.
Albert király 1914-ben Berlinbe látogatott, és amikor értesítették a császár terveiről, miszerint Belgiumon keresztül szándékozik lerohanni Franciaországot, csak annyit válaszolt: „Egy nemzet uralkodója vagyok, nem egy úté!”.

## 1914

### A belga hadsereg mozgósítása
Belgium semlegességét az 1839-ben megkötött londoni egyezmény garantálta. A semlegesség védelme miatt Albert nem tudta fejleszteni a hadsereget a német fenyegetéssel egy időben. 1914. július 21-én rendelte el az általános mozgósítást, ekkor a hadseregnek hat hadosztálya volt: 1 lovashadosztály (utóbbi 4500 főből állt) és 5 gyalogoshadosztály.
A gyalogoshadosztályok három vagy négy ezredből álltak, egy ezred két gyalogos zászlóaljból, egy tábori tüzérségi ütegből (12 db 75 mm-es ágyú), lovaszászlóaljból, tábori tüzér zászlóaljból (36, 75 és 120 mm-es ágyúkkal, valamint a kiszolgáló alegységekből állt. A hadseregnek ekkor 93 000 puskája, 6000 kardja vagy más hidegfegyvere, 324 ágyúja és 102 géppuskája volt. Az emberállományon felül a hadseregnek 37 600 ló, 2600 vasúti kocsi és 1500 gépjármű állt rendelkezésére.
A hadsereg az ország különböző városaiban állomásozott:
- 1. hadosztály: Gent,
- 2. hadosztály: Antwerpen,
- 3. hadosztály: Liège,
- 4. hadosztály: Namur,
- 5. hadosztály: Mons, a Maubeuge és Lille közötti vonalon,
- 6. hadosztály (lovasság): Brüsszel.

Schlieffen-terv

1914. július 27-re a mozgósítás eredményeként a hadsereg létszáma elérte a 143 000 főt, bár 40 000 behívott tartalékos nem jelent meg. Kilenc új hadosztály felállítására került sor, illetve mozgósították a polgári védelem erőit is. Azonban az újonnan behívott katonáknak nem volt tapasztalata, nem részesültek megfelelő kiképzésben, az egyes egységeken belül is különböző egyenruhákat viseltek, és volt, akinek nem jutott puska. Mivel a belga hadsereg éppen átszervezés alatt volt, nem állt rendelkezésre elegendő ágyú, hogy az egyes ezredek tüzérségi alegységeit ellássák.
A hadsereg parancsnoka Gerard Leman tábornok lett, I. Albert katonai tanácsadója. A védelem megszervezésével kapcsolatban három elképzelés volt: Antoine de Selliers de Moranville altábornagy Antwerpen védelmére kívánt koncentrálni, míg Liège környékén csak utóvédharcokat akart vívni, Louis de Ryckel vezérkari ezredes az Ourthe folyó és a német határ között akarta felállítani a sereget, amely Antwerpen irányában vonult volna vissza. Végül Albert úgy döntött, hogy erőinek többségét a Maas folyó bal partján vonja össze, Liège védelmére. A város parancsnokságát Gérard Leman tábornoknak adta át.

### Belgium lerohanása
A német hadsereg augusztus 4-én lépte át a belga határt, a három német hadseregcsoportban összesen 1 millió fő állt szemben a belga hadsereggel, amely ekkor hat lövészhadosztállyal, összesen 43 000 fővel rendelkezett, a tartalékosok száma ekkor 115 000 fő volt. A belga semlegesség miatt Albert nem mozgósíthatta haderejét időben, és most nem volt elegendő embere ahhoz, hogy a határ mellett kiépített nagy erődöket megvédje.
A király délelőtt 10 órakor értesítette a parlamentet a német hadüzenetről, illetve a csapatok megindulásáról. Ekkor arra kérte a politikai pártokat, hogy nézeteltéréseiket a háború idejére mellőzzék és 200 millió belga frankot szavazzanak meg a háború költségeire. 12 óra körül a király találkozott Nagy-Britannia, Franciaország és Oroszország képviselőivel és segítségüket kérte. Később üzenetet küldött az Egyesült Államok kormányának, amelyben szintén segítséget kért a német támadás visszaveréséhez. Este 11 órakor a britek ultimátumban szólították fel a németeket a Belgiumból való távozásra, majd ennek hiányában hadat üzentek Németországnak.

### Liège ostroma

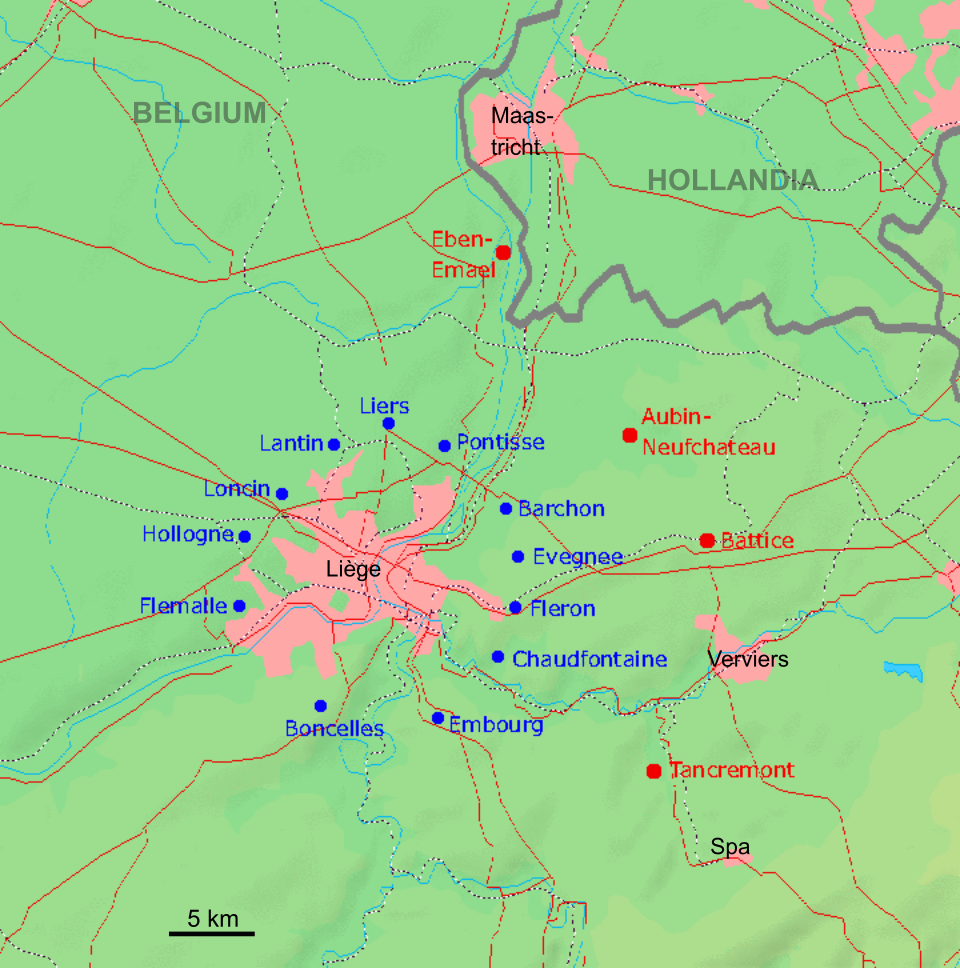
A Liège környéki erődítmények 1914-ben

Liège elfoglalása a Schlieffen-terv egyik legfontosabb kezdeti mozzanata volt, mert ezen múlt, hogy a német csapatok milyen gyorsan tudnak átvonulni Belgium területén. Az augusztus 5-én meginduló német támadás azonban váratlanul heves belga ellenállásba ütközött, minek következtében a németek jelentős veszteségeket szenvedtek élőerőben és időben is. A város elfoglalására kijelölt hat hadosztályból ötöt a belgák meghátrálásra kényszerítettek. Bár a városi védővonalak réseit kihasználva a németek áttörték a belga vonalakat, és augusztus 7-én Liège városa elesett, de csak a német főparancsnokság által küldött erősítés, közel 60 000 fő és a német tüzérség túlereje (a teljes német tüzérség közel 10%-át Liège köré csoportosították) tudta megtörni a belga ellenállást.
Augusztus 18-áig a város környéki erődök sorra behódoltak, a belga ellenállás azonban nem volt hiábavaló: a németek 15 napot vesztegettek és súlyos veszteségeket szenvedtek, közel 5000 fő esett el a csatában (amely akkoriban még igen jelentősnek számított ilyen rövid idő alatt). Liège-t hősies ellenállása miatt a francia Becsületrenddel tüntették ki.

### Német atrocitások 1914 augusztusában

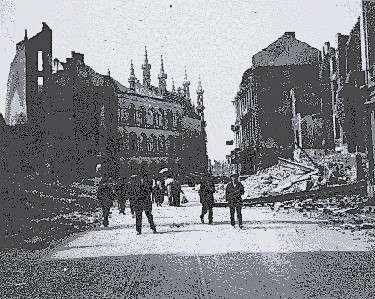
Leuven ostroma után: 248 polgári lakost kivégeztek, 2000 házat leromboltak a német megszállók

Az antant háborús propagandájának fontos részét képezte a központi hatalmak által elkövetett vélt vagy valós atrocitások gyakori felemlegetése. Ilyen háborús propagandának számított többek között „Belgium megerőszakolása” a németek által, mely a semleges országok szimpátiájának megnyerését szolgálta.
Mivel a németek nem számítottak a belgák ellenállására és Franciaországot tekintették első számú célpontjuknak, a német katonák azt feltételezték, hogy a korábbi porosz–francia háborúhoz hasonlóan orvlövészek („franc-tireurs”) és partizánok okozzák a veszteségeiket. A megtorlások fő oka az volt, hogy a rosszul kiképzett és az első csaták veszteségeitől sokkot kapott német sorkatonák a francia és belga hadsereg utóvédharcát, illetve a saját csapataik (koordinálatlan) tüzét sokszor gerillatámadásoknak vélték. A rend helyreállítása helyett a német tisztek támogatták ezt a tévhitet, és jóváhagyták a polgári lakosság közül túszok ejtését és teljesen véletlenszerű, minden tárgyalást vagy formaságot mellőző kivégzését. Mivel a német haderő harcászati utasításai értelmében a lakosság felkelését drasztikus kollektív büntetésekkel kellett letörni, a német főparancsnokság, a partizánakciókról szóló álhírek kézhezvétele után, elrendelte azok mindenáron való elnyomását. A valóságban a polgári lakosság, néhány helyi kivételtől eltekintve, nem fejtett ki ellenállást a németekkel szemben. A kisszámú belga ellenállás a második világháborúban is felhasználta tapasztalatait a németekkel szemben.
A megtorlás leginkább a német előrenyomulás irányában fekvő területeket, Limburg, Brabant, Hainaut, Namur és Luxembourg tartományokat érintette: Visé, Soumagne, Heure-le-Romain, Liège, Namur, Andenne, Tamines, Dinant, Hastière, Mons, Charleroi, Arlon, Jemappes, Ethe, Tintigny városokat Vallóniában, míg Flandriában Leuven, Sint-Truiden és Aarschot városokat.

### Nemzetközi következmények

A belga kormány a német támadás elől a franciaországi Le Havre városába menekült. A kormány tagjai balról jobbra: Prosper Poullet, A. Hubert, P. Segers, Joris Helleputte, Paul Berryer, Aloïs van de Vyvere, Émile Vandervelde, Paul Hymans, E. Brunet, Eugène Goblet d'Alviella, Henry Carton de Wiart, Charles de Broqueville, Jules Renkin és Armand de Ceuninck altábornagy

Az antant részben a hátország mozgósítása, részben a nemzetközi közvélemény meggyőzése érdekében kiterjedt atrocitás-propagandába kezdett. Ennek következtében Nagy-Britanniában tömegesen jelentkeztek az önkéntesek, hogy a Brit Expedíciós Haderőben szolgálhassanak, A brit propaganda főképp az Amerikai Egyesült Államokat akarta bevonni a háborúba (ebben nem csak az angol nyelvű hírlapok voltak segítségére, hanem az is, hogy az összes, Atlanti-óceánon lefektetett távírókábel brit tulajdonban volt). Az USA-ban 1917-ben az „Emlékezzetek Belgiumra!” (Remember Belgium!) jelszóval toboroztak önkénteseket a nyugati frontra és szólították fel a lakosságot háborús kölcsönök jegyzésére. Belgium ügyét a háború alatt mindvégig napirenden tartotta az antant, Németország megbüntetése mellett a kis népek felszabadítását jelölve meg a háború céljaként. A német atrocitások valódi mértékét ténylegesen 1918 után tudták felmérni. A propaganda következményeként, de a német megszállási politika ismeretében is 1940 tavaszán a belgiumi polgári lakosság nagy számban menekült el a német villámháborús előrenyomulás elől, míg a belga hadsereg (elsősorban a vallon csapatok) a végsőkig kitartottak az általuk barbárnak tartott ellenség ellen.
A flamand oldalon a megtorlások nem voltak olyan súlyosak, és a flamandoknak más emlékezete maradt fenn a háborúról, annak első szakaszáról: miszerint a francia tisztek által vezetett flamand sorkatonák félreértették tisztjeik utasításait és ez a halálukat okozta. Igaz, hogy a legtöbb flamand alakulatot flamand tisztek vezették de ahol csak franciául beszéltek a parancsnokok, ott a kétnyelvű flamand tiszthelyettesek fordították le az utasításokat – ennek ellenére ez a tévhit lett a flamand nemzeti mozgalom egyik legmeghatározóbb indoka.

### A haleni csata

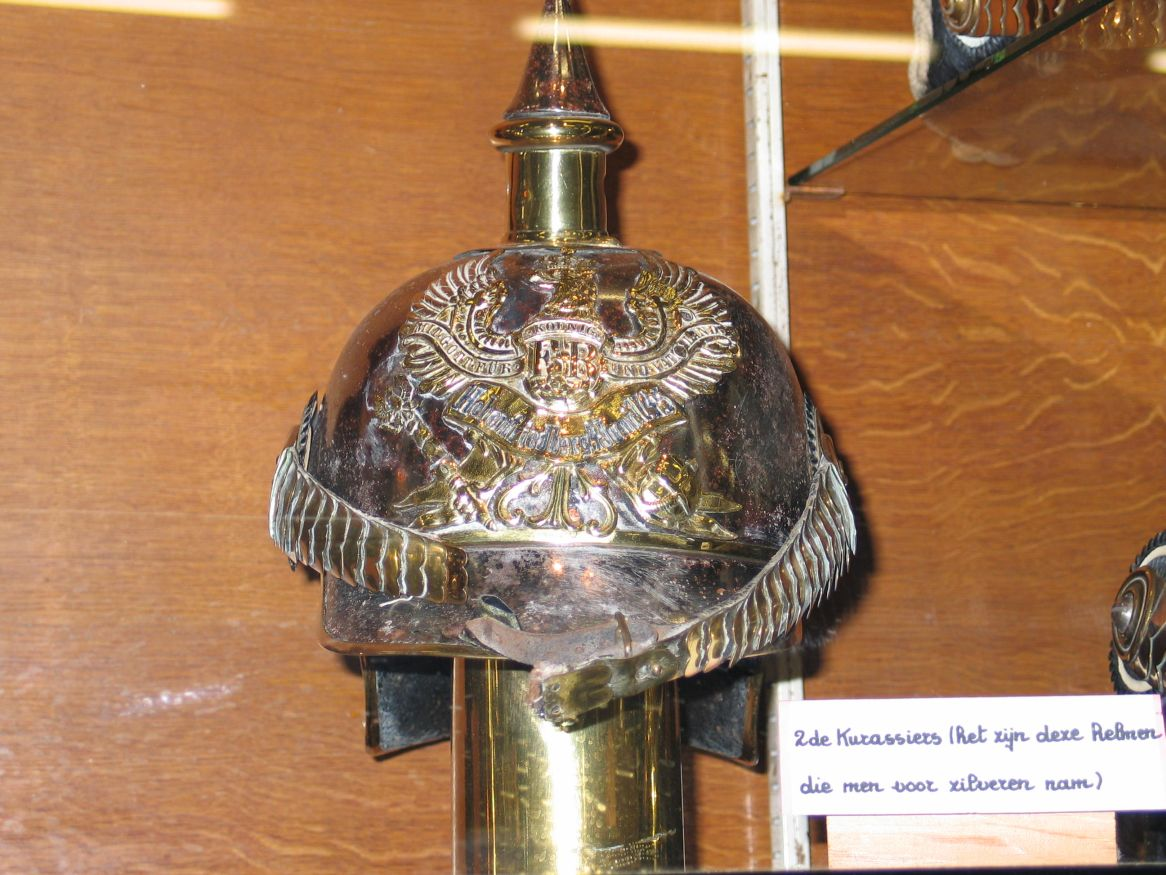
A haleni csata után ehhez hasonló német lovassági sisakokat gyűjtöttek össze a csatatérről

A belga népnyelven „ezüstsisakos” csataként ismert összecsapást 1914. augusztus 12-én Halen közelében belga és német lovascsapatok vívták. Halen fontos átkelőhely volt, és mintegy 30 km-re volt a Leuven mellett kiépített fő belga védelmi vonaltól. Ez az összecsapás volt a háború első jelentős lovassági ütközete, amelyben a belga lovasság sorozatos német támadásokat vert vissza a nap folyamán.
Georg von der Marwitz német tábornok 2. lovashadtestének előretolt egységei ütköztek meg a Léon de Witte tábornok irányítása alatt álló belga 6. hadosztály alegységeivel, amelyek a Halen városában lévő hidat védelmezték. De Witte leszállította embereit a nyeregből és összpontosított tűzzel verték vissza az egymást követő német támadásokat. A német lovasok elsősorban karddal és dzsidával harcoltak.
Bár a csata korántsem okozott akkora késedelmet a német előrenyomulásnak, mint azt a belga propaganda terjesztette, mindenesetre jól mutatta a lovasság egyre csökkenő hatékonyságát a modern hadviselésben.

### A határháború

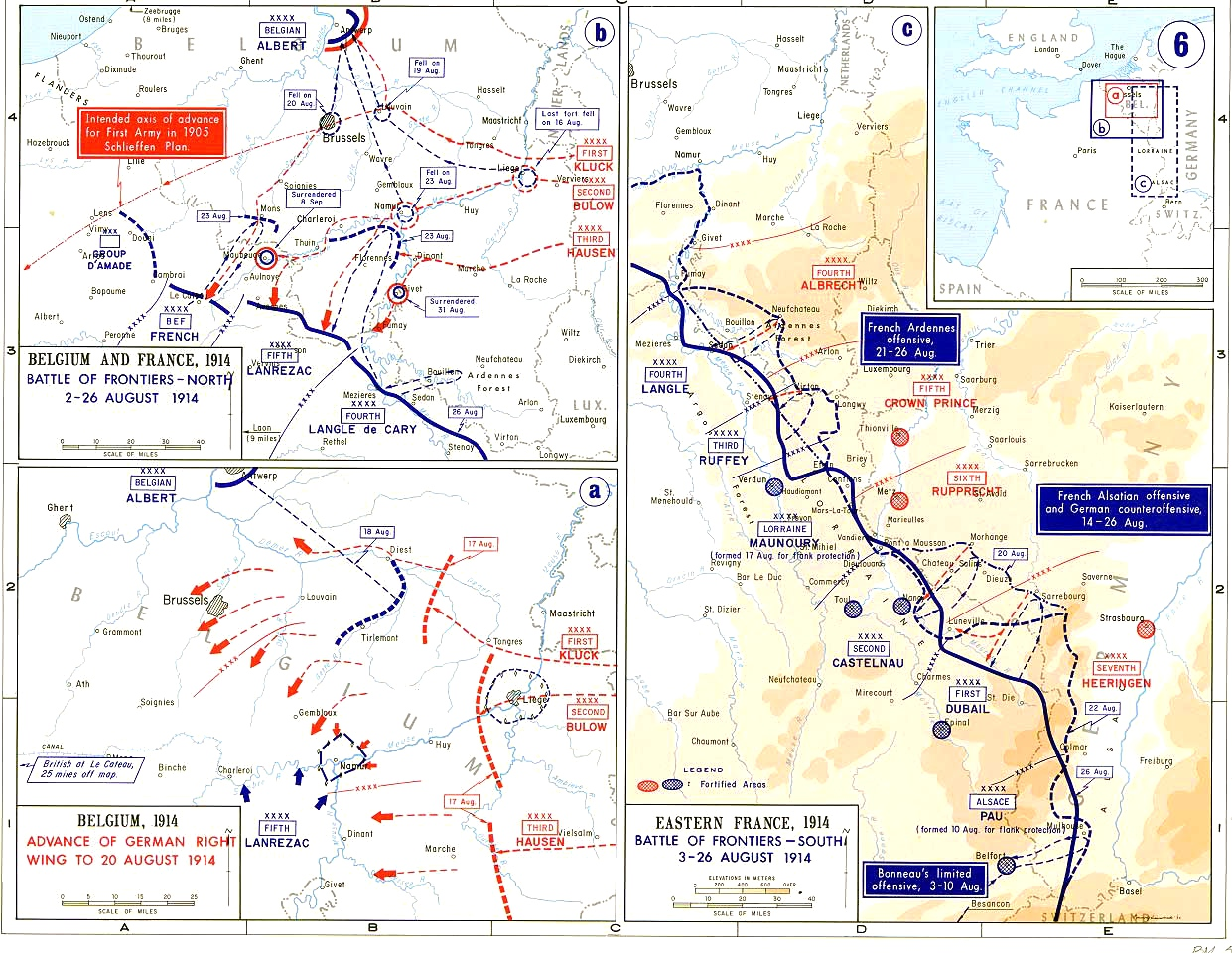
Az 1914. augusztus 20–26. között vívott hadműveletek, azaz a „határháború” térképe. Bal felső sarokban: a határháború áttekintő térképe. Bal alsó sarokban: a német hadsereg előrenyomulása Belgium területén. Jobb oldal: francia ellentámadás az Ardennekben.

Augusztus 20. és 25. között folyt a határháború néven ismert összecsapások sorozata, amelyben a front az Ardennektől egészen nyugatra, Metz városáig terjedt. A német hadsereg, miután átcsoportosította erőit Liège ostroma után, augusztus 18-án a Liège–Maastricht vonalon sorakozott fel. Az első nagyobb összecsapások Tirlemont környékén voltak, amely a Brüsszel–Liège vasútvonalon fekszik, Brüsszeltől kb. 30 km-re. Augusztus 20-án a német haderő délen Dinant városától északon Antwerpenig terjedő fronton megindította az előrenyomulást. Augusztus 21-én elesett Brüsszel, és a belga kormány Antwerpenbe helyezte át székhelyét.

#### Namur ostroma
Namur városát, Liège-hez hasonlóan 1888 és 1892 között Brialmont tábornok irányítása alatt megerősített pozíciókkal vették körül. A várostól kb. 8 km-re felállított 9 erőd feladata a Sambre és a Meuse folyó völgyének védelme volt, az erődök közötti réseket lövészárkok és szögesdrótakadályok zárták el (nem mindenhol megfelelően).
A német 2. és 3. hadsereg egységei augusztus 16-a után Namur irányában vonultak tovább. Elvben Namur elfoglalása könnyű feladatnak ígérkezett: a mintegy 37 000 fős helyőrségnek alacsony volt a harci kedve, nem volt elegendő lőszere és nem számíthatott utánpótlásra Belgiumból, összesen kb. 110 000 német katonával szemben kellett védekeznie.
Ennek ellenére a helyőrség, a 4. belga hadosztály egységeivel megerősítve, kitartóan harcolt és várta a francia 5. hadsereg beérkezését, amely a francia–belga határtól délre állomásozott.

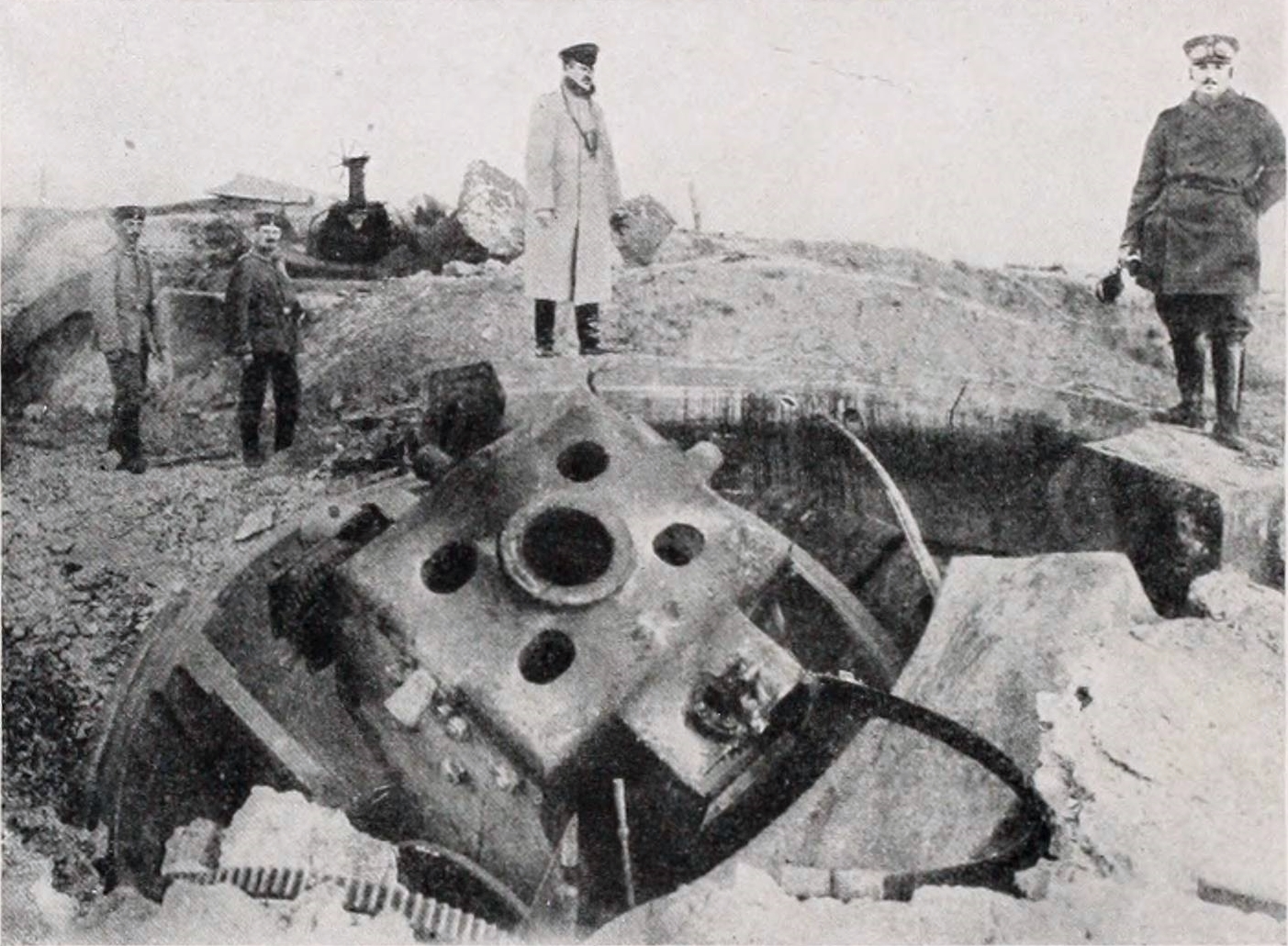
Belga erődítmény romjai Namur közelében

A Marchovelette-erőd elleni augusztus 20-i próbatámadások után Karl von Bülow tüzérsége 21-én kezdte meg az erődítések elleni tüzérségi támadást. Hogy az 5. hadsereg támadását megelőzzék, a német 2. hadsereg támadást indított a franciák ellen Charleroi magasságában, amely annyira sikeres volt, hogy csak az 5. hadsereg egyetlen egysége, a 45. dandár érte el Namurt.
A németek elhatározták, hogy a Liège ostroma során sikeres eljárást ismétlik és a nehéztüzérséggel rombolják szét az erődöket, ezzel megadásra kényszerítve a védőket. Két nappal a támadás megindítása után, augusztus 23-ra Namur közel került az összeomláshoz a 420 mm-es mozsarak tüzében. A belga parancsnok ekkor elhatározta a visszavonulást és kiüríttette a várost, a németek még aznap este bevonultak a városba és az utolsó erőd is hamarosan német kézre került. Namur elestének hírére az 5. hadsereg parancsnoka, Charles Lanrezac tábornok elrendelte a franciák általános visszavonulását a Sambre folyó vonala mentén kiépített állásokba.

#### A charleroi-i csata

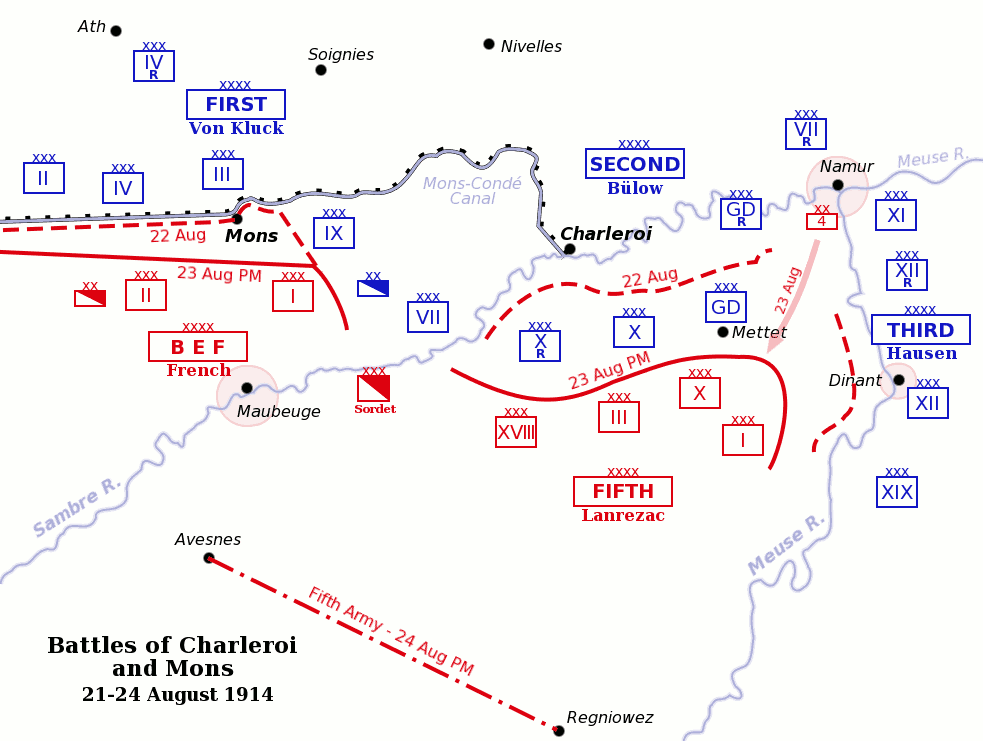
Az 1914. augusztus végén zajló monsi és charelroi-i csaták térképe. A francia és brit erőket piros, a német erőket kék szín jelöli.

Charleroi környékén vívták az első világháború egyik jelentős csatáját 1914 végén, amely végül német győzelemmel, illetve a francia erők visszavonulásával végződött. A hadműveletekben az észak felé vonuló francia 5. hadsereg, valamint a dél felé nyomuló német 2. és 3. hadsereg vettek részt. Charleroi városa a Sambre folyó mentén helyezkedik el, fontos ipari körzet volt szén- és vasércbányái, valamint kohói révén. A hadműveletek kb. 40 kilométer széles fronton zajlottak, keleten egészen a Meuse folyóig és Namurig, nyugaton Lille városáig.
Franciaország háború előtti hadműveleti terve, a XVII. terv szerint az északon állomásozó francia 5. hadseregnek a 3. és 4. hadsereget kellett volna megerősíteni az Ardenneken keresztül várható német támadás esetén. A terv kidolgozói nem számoltak azzal, hogy a németek Belgiumon keresztül támadják meg az országot, ami Charles Lanrezac tábornoknak, az 5. hadsereg parancsnokának, egyre valószínűbbnek tűnt, a belga határ mentén összevont német erőket figyelembe véve. Joseph Joffre francia tábornok, a hadsereg legfőbb parancsnoka, hallani sem akart erről és erőit az Ardennekbe összpontosította. Lanrezac augusztus 12-én előrevonulhatott a Sambre folyó mentén, de az 5. hadsereg néhány egységét Joffre az Ardennekbe vezényelte.
A belga hadi helyzet és Lanrezac figyelmeztetései végül augusztus 20-án meggyőzték Joffre-t, hogy engedje az 5. hadsereg előrenyomulását, ekkorra azonban Karl von Bülow német tábornok 2. hadserege elérte Namur városát. Joffre ekkor engedélyezte, hogy Lanrezac 15 hadosztályával a Sambre folyón átkelve megtámadja a németeket, mivel azt hitte, hogy azok összesen 18 hadosztályt vonultatnak fel, és a brit expedíciós erők három hadosztályával kiegészülve meg tudják állítani az ellenséget. Lanrezac ezt kétségbe vonta, a valóságban a német 2. és 3. hadsereg kötelékében összesen 38 hadosztály közeledett. Éppen ezért engedélyt kért a támadást elhalasztására augusztus 21-éig, amikorra a britek beérkezését várta.
Azonban augusztus 21-én reggel a 2. hadsereg egységei két helyen átkeltek a Sambre folyón és sikeresen védelmezték a kialakított hídfőállást az ismételt francia ellentámadásokkal szemben. Belga civilek ezrei kezdtek el menekülni Charleroi városából és a környező településekről.
Von Bülow augusztus 22-én ismét támadásra vezényelte csapatait, a teljes front szélességében a franciák ellen indult. Egész nap és 23-án intenzív, de zavaros küzdelem folyt: a franciák súlyos veszteségeket szenvedtek Charleroi-ban, de attól nyugatra megtartották állásaikat. Franchet d’Espèrey tábornok csapatai is kitartottak keleten, viszont Sordet tábornok lovasságának visszavonulása a francia vonalak nyugati végén fedezetlenül hagyta a britek jobbszárnyát Mons közelében.
Keleten Bülow katonái átkeltek a Maas folyón, de még nem támadta hátba az 5. hadsereget. Ehelyett kiadta a parancsot a frontális támadásra a francia jobbszárny ellen, amely augusztus 23-án megkezdte a visszavonulást. Lanrezac tábornoknak ekkorra szinte minden összeköttetése megszakadt a jobbszárnnyal, és nem tudta, hogy meddig képesek kitartani, illetve a németek mikor kerítik be csapatait. Amikor értesítették arról, hogy a belgák feladták Namurt, elrendelte a visszavonulást, ami feltehetően megmentette az 5. hadsereget a megsemmisüléstől. A visszavonuló franciák időlegesen képesek voltak megvetni a lábukat Franciaország északi részén, de Joffre és a közvélemény gyávasággal vádolta a tábornokot.

#### A monsi csata

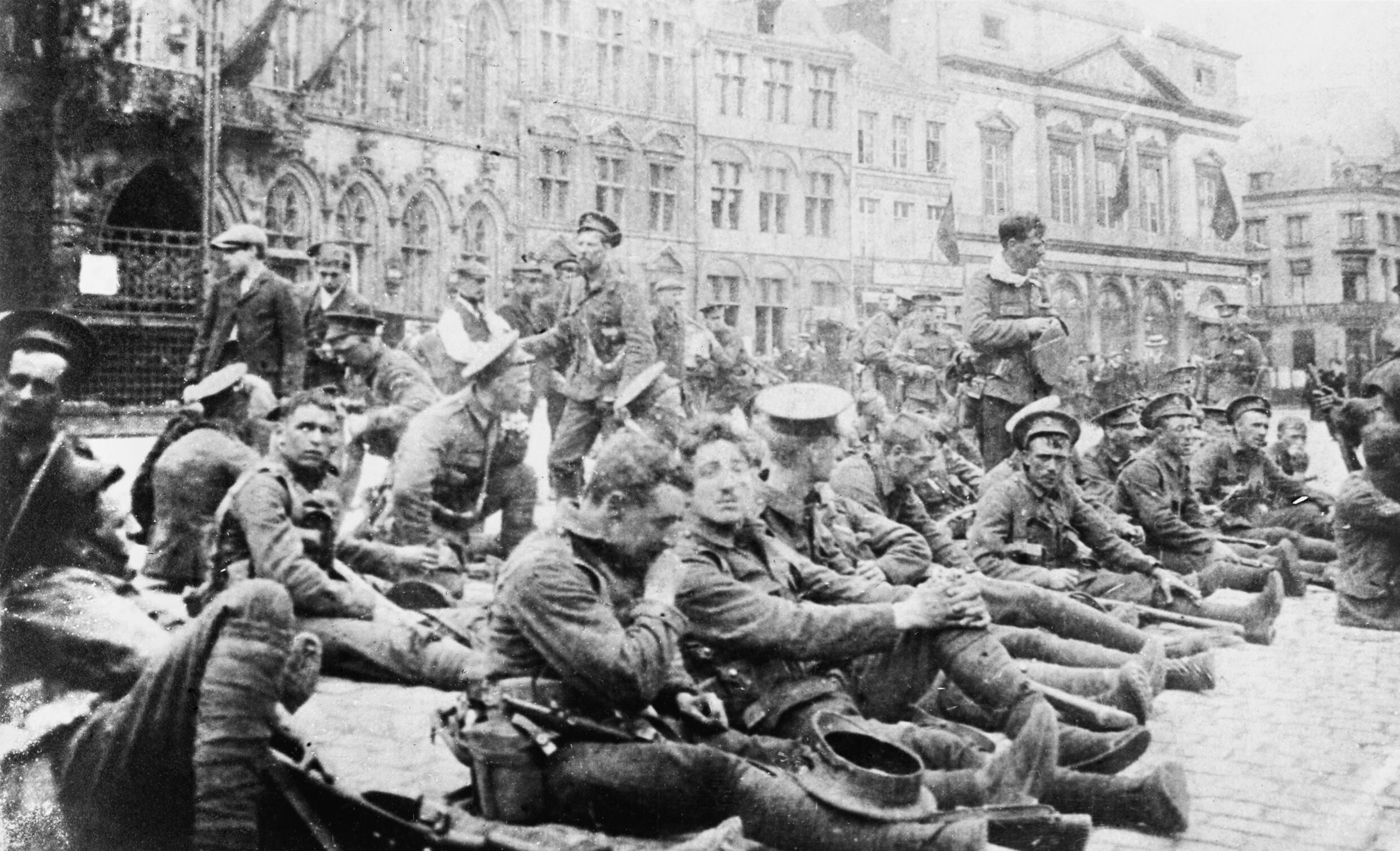
A brit expedíciós erők katonái (Royal Fusiliers 4. zászlóalj) a belga Mons város főterén pihennek, egy nappal a mons-i csata kezdete előtt. A fénykép elkészítése után nem sokkal a katonák felvették védelmi állásaikat Nimy közelében, a Mons–Condé-csatorna bal partján

A Belgium déli részén található Mons városa körül zajlott le a brit és a német csapatok közötti első jelentős összecsapás a nyugati fronton. A belgák megsegítésére összeállított Brit Expedíciós Haderő (British Expeditionary Force, BEF) augusztus 14-én szállt partra Franciaországban, és Sir John French vezetése alatt óvatosan nyomult előre, hogy Charleroi környékén csatlakozzon a francia 5. hadsereghez. Még jóval Charleroi előtt azonban augusztus 22-én a britek összetalálkoztak a német 1. hadsereg lovas felderítő egységeivel Soignies környékén. A britek parancsnoka, French a németek elleni támadás mellett döntött, annak ellenére, hogy sem pontos erejükről, sem az Ardennekben és Lotaringiában kivívott győzelmeikről nem rendelkezett információkkal.
Az éjszaka során azonban French meggondolta magát és a BEF a Monsi-csatorna (Canal Mons-Condé) mentén védelmi állásokat vett fel. French tábornok két hadosztályát Monstól keletre és nyugatra állította fel, Sir Horace Smith-Dorrien és Sir Douglas Haig vezetésével, Sir Edmund Allenby lovashadosztálya képezte a britek tartalékát.
A németek parancsnoka, Alexander von Kluck tábornok Charleroi mellett legyőzte a francia 5. hadsereget, de a britek megjelenése megakadályozta abban, hogy a franciákat üldözze. Mivel a német főparancsnokság megtiltotta neki, hogy a brit állásokat megkerülve támadjon, augusztus 23-án frontális támadást rendelt el a britek ellen.
A csata kezdetén a németek jelentős fölényben voltak a britekkel szemben az élőerőt (160 000 fő német, 70 000 brit katona) és a tüzérség (600 tüzérségi eszköz 300-zal szemben). Azonban a tüzérségi előkészítés után az első német támadást hamar visszaverték a pontosan célzó brit lövészek. A nap végére a németek nem haladtak előre, és bár az elkövetkező napok csatározásai során a britek jelentős veszteségeket szenvedtek, összehangolt tüzük annyira hatásos volt, hogy von Kluck azt feltételezte, hogy jelentős számú brit géppuskával állnak szemben.
Von Kluck ekkor elrendelte a támadás szüneteltetését, míg French, aki értesült a francia visszavonulásról Charleroi alól, elrendelte a brit csapatok visszavonását a második védelmi vonalba. Másnap újabb német támadásokkal kellett szembenézni a briteknek, akik eddigre felmérték a velük szemben álló erők nagyságát, és a visszavonulás mellett döntöttek. Von Kluck kezdetben nem üldözte a briteket, de az augusztus 26-án Le Cateau-Cambrésis mellett vívott utóvédharcok során további 8000 fő veszteséget okozott a briteknek, akik a franciákkal együtt a Marne folyóhoz vonultak vissza.

#### Leuven elfoglalása

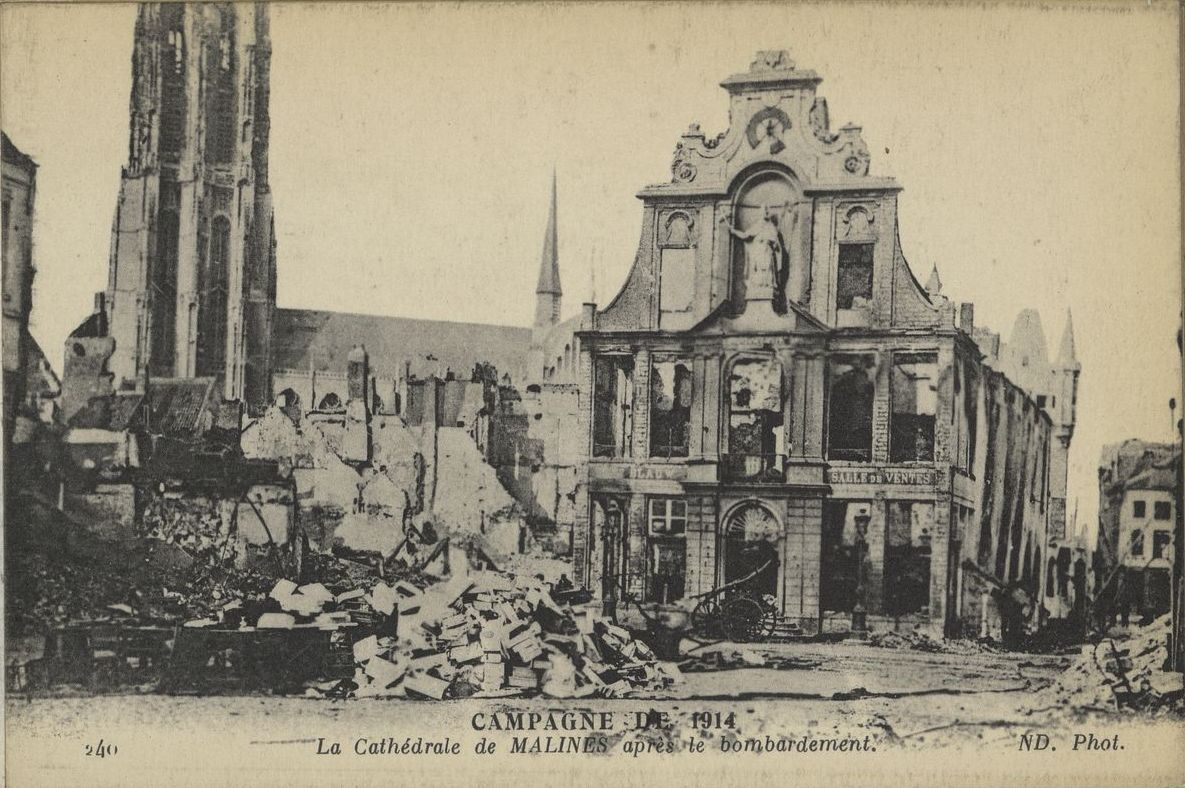
Mechelen romjai – a háttérben a Szent Rumbold-katedrális tornya

A német csapatok 1914. augusztus 25-én foglalták el Leuven városát, ahol 218 polgári lakost kivégeztek és közel 2000 házat felgyújtottak. Albert király egy éjszakai ellentámadást rendelt el Haacht városa ellen, amelynek német helyőrségét sikerült meglepni és kiverni. Válaszul a német katonák nekiláttak a város lerombolásának, számos középkori épületet (mint például az egyetemi könyvtár) felgyújtottak és további túszokat szedtek a lakosságból, akik közül 173-at kivégeztek.
Északra, a Mechelentől 5 km-re fekvő Zemst városában a német ulánusok felgyújtották a házakat és legyilkolták a menekülő lakosságot.

#### Antwerpen ostroma

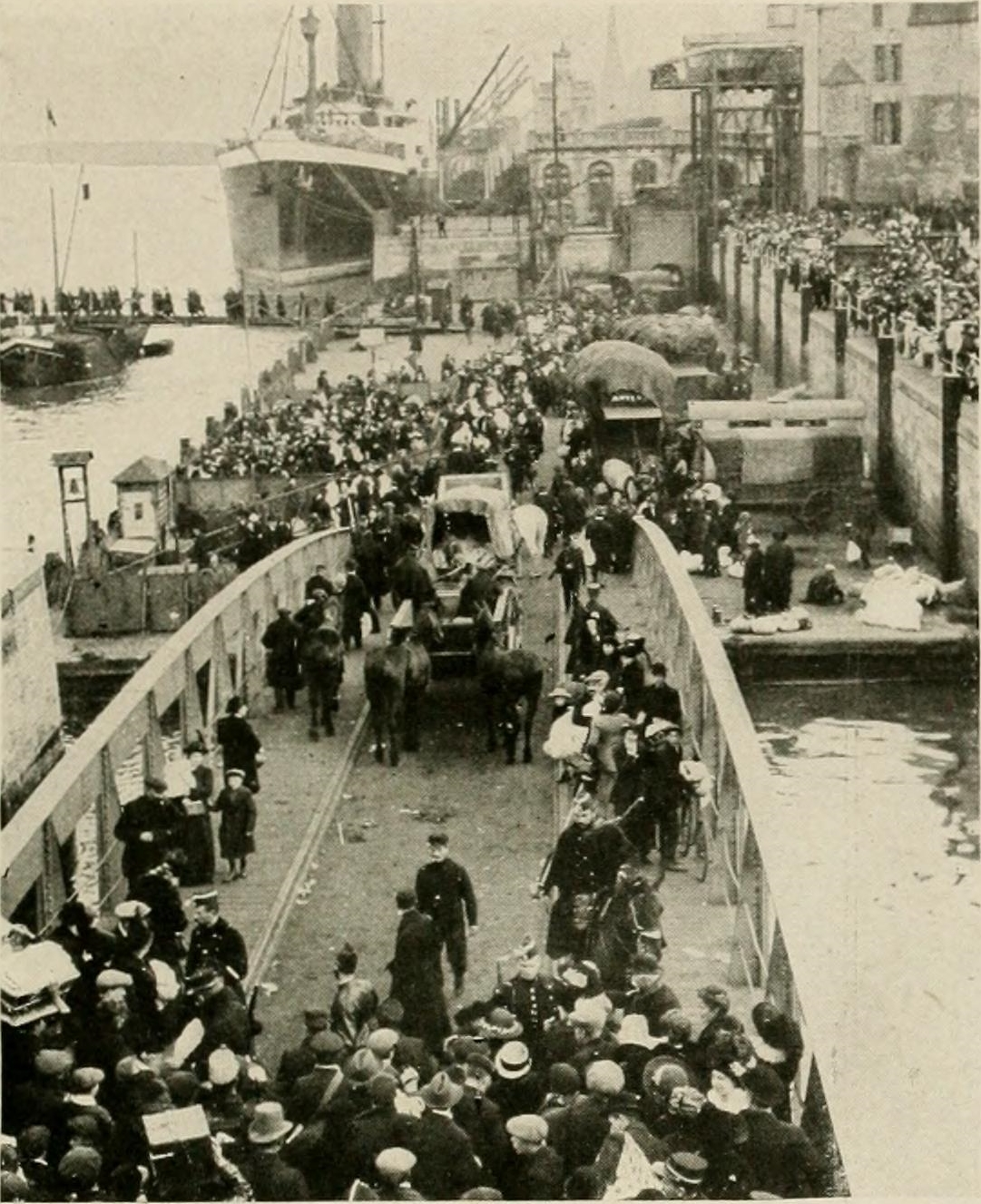
A belga lakosság a Scheldt folyón felállított pontonhídon menekül Hollandiába Antwerpen városából

Liège eleste után, augusztus 16-án Albert király elrendelte a megmaradt belga csapatok, összesen kb. 65 000 fő visszavonulását az Antwerpen környékén kialakított erődítményekbe. A helyőrséghez tartozó további 80 000 katonai, illetve a város körül kiépített 48 külső és belső erődítmény komoly akadályt jelentett Alexander von Kluck német tábornok 1. hadseregének. Von Kluck ezért elrendelte csapatainak, hogy kerüljék meg a várost és folytassák az előrenyomulást Franciaország felé, azonban ilyen nagy létszámú belga haderő komoly fenyegetést jelentett a hadsereg utánpótlási vonalaira nézve.

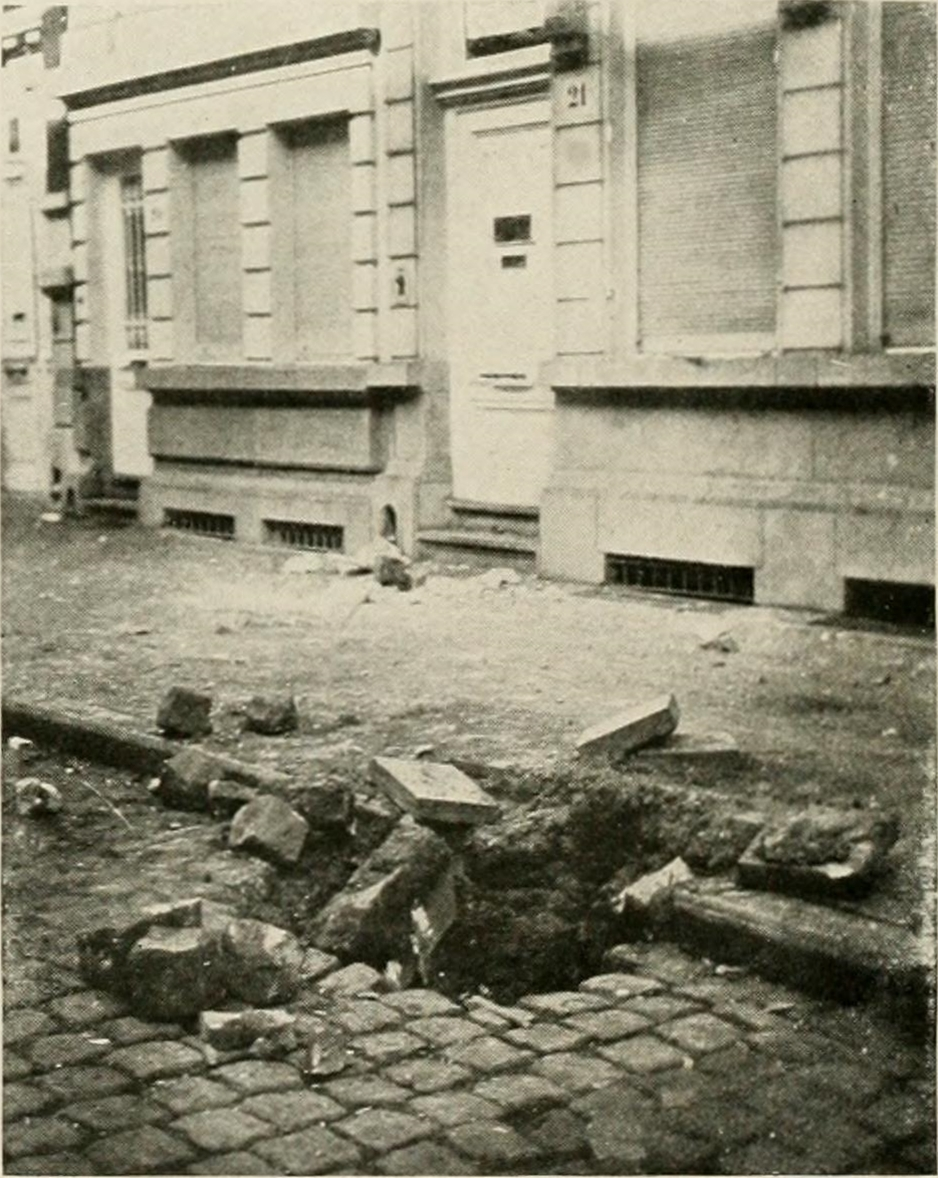
Antwerpeni utca, német tüzérségi támadás után

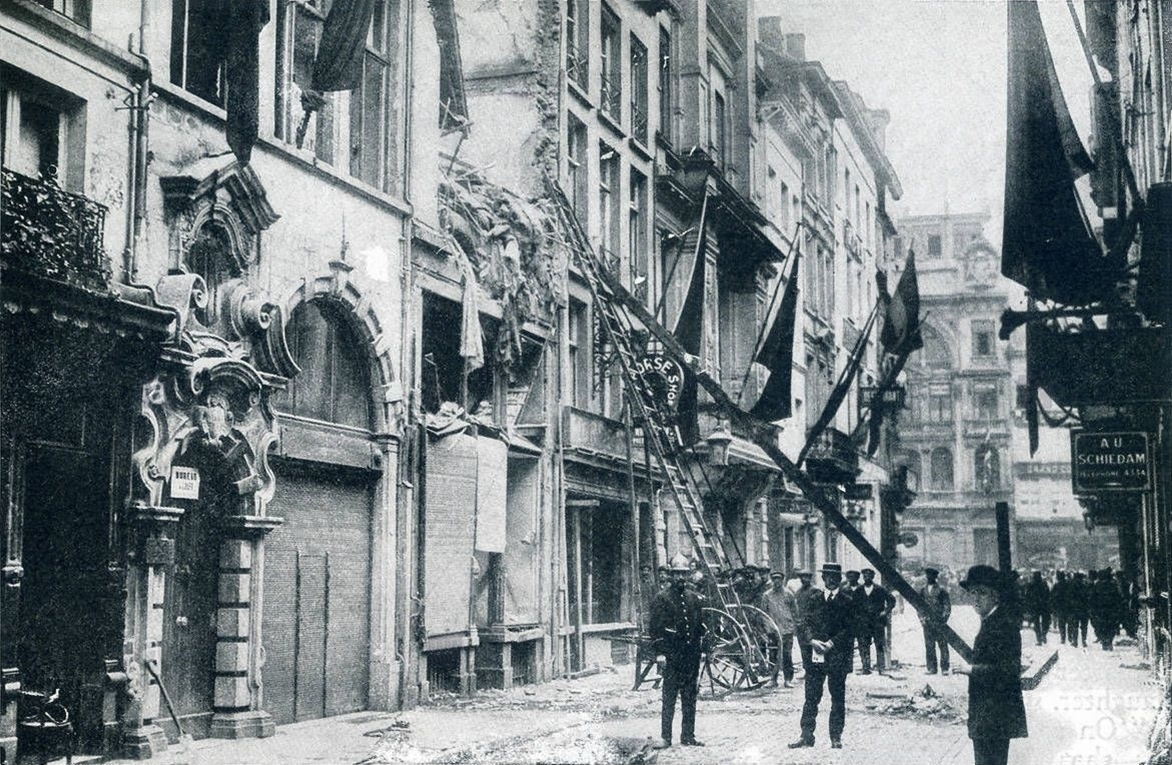
A Zeppelin léghajók támadásának következményei – romba dőlt házak Antwerpenben

A veszély számos belga támadásban realizálódott, amit augusztus 24–25-én indítottak a német csapatok ellen, hogy figyelmüket elvonják a brit és francia csapatok ellen vívott charleroi-i és monsi csatákról. Az ellentámadások eredményeként von Kluck kénytelen volt négy hadosztályt küldeni Antwerpen ellen, hogy a védőket feltartóztassák.
A belga 4. hadosztály szeptember 2-án Antwerpen felé vonult vissza Namur ostroma után, ahol csatlakozott a helyőrséghez. Szeptember 9-én a brit Astle Scott Littlejohns parancsnoksága alatt 6 db 12 és 15 cm-es ágyú érkezett a védők megerősítésére. Albert vezetésével a belga erők ellentámadást indítottak a németek ellen. Az ágyúkat vasúti szerelvényekre állították, és megkezdték a város körüli német állások támadását. A német főparancsnokság, Helmuth von Moltke tábornok parancsára, ekkor elrendelte Antwerpen elfoglalását.
Mielőtt erre sor kerülhetett volna, a Marne folyó mentén indított francia–brit–belga ellentámadás némileg megzavarta a németeket. A német Hans von Beseler tábornok csapatai szeptember 27-én elfoglalták Mechelen városát, ezzel bezárult az ostromgyűrű Antwerpen körül. A következő nap megkezdődött a tüzérségi támadás 173 mozsárral és ágyúval, köztük a 305 és 420 mm űrméretű mozsarakkal, amelyek már Liège ostrománál is jól szerepeltek. Szeptember 29-én a németek elérték az első hidakat, de a Walem erőd tüzében visszavonultak. Azonban egy szerencsés találat éppen az erőd lőszerraktárában robban fel, amely az erőd pusztulásával jár. A Sint-Katelijne-Waver erődöt 30 órás tüzérségi támadás némította el.
A brit kormány, Herbert Asquith miniszterelnök vezetésével egyre nagyobb aggodalommal figyelte Antwerpen ostromát, mivel a város eleste után a németek megindulhattak volna a Csatorna kikötőinek elfoglalására, és akár Nagy-Britanniát is veszélyeztethették volna. Október 1-jén elhatározták a brit expedíciós erők egy hadosztályának, 22 000 főnek az átirányítását Antwerpen megsegítésére, Sir John French vezetése alatt.
Október 2-án Albert király kiadta az utasítást a belga erők visszavonulására Oostende felé, mivel attól tartott, hogy Antwerpent nem lehet sokáig megtartani. Winston Churchill ugyan október 2–4. között meglátogatta Antwerpent, de azzal a hírrel tért vissza a brit kormányhoz, hogy a város védelme gyengül, a katonák morálja romlik. A belga kormány kérésére a britek további 6000 főt küldtek a térségbe.
Október 6-án a brit csapatok partra szálltak Oostende mellett, de már késő volt: az antwerpeni kikötő körüli belga védelmi állásokat kiürítették, a katonák a Schelde folyó túlsó partjára vonultak vissza. A következő napon a belga kormány is elhagyta a várost, a katonai parancsnok, Victor Deguise tábornok pedig október 10-én hivatalosan is megadta magát. A német csapatok, Ludwig von Schröder admirális vezetésével, diadalmenetben vonultak be a városba. A belga és a brit katonák viszont, a part mentén vonulva, elkerülték a fogságba esést és Nieuwpoort városa felé vonultak vissza, majd október közepén részt vettek az Ypres körüli harcokban.

#### Első marne-i csata
A korai veszteségek és késedelem ellenére a német túlerő végül meghátrálásra kényszerítette belga–francia csapatokat. A belgák az Yser folyó vonalához húzódtak vissza, a kormány pedig Le Havre egyik külvárosába, Sainte-Adresse-be menekült.
1914 szeptemberére a belga hadsereg súlyos veszteségeket szenvedett és általános visszavonulásban volt, amikor a francia kormány képviselője, Paul Pau tábornok azt javasolta Albertnek, hogy húzódjon vissza francia területre, a Calais–Saint-Omer vonal mögé.
A belgák, brit és francia csapatokkal megerősítve sikeresen állították meg a németek előrenyomulását a Marne folyó vonalán, majd a szeptember 5-én kezdődő ellentámadásban visszaszorították a németeket. Joffre francia tábornok vezénylete alatt 200 kilométerrel vetették vissza a német vonalakat, de ezután a front, belga területen, megmerevedett, és kisebb változásoktól eltekintve a nyugati front csatáit jórészt belga területen vívták.

### Az Yser menti csata

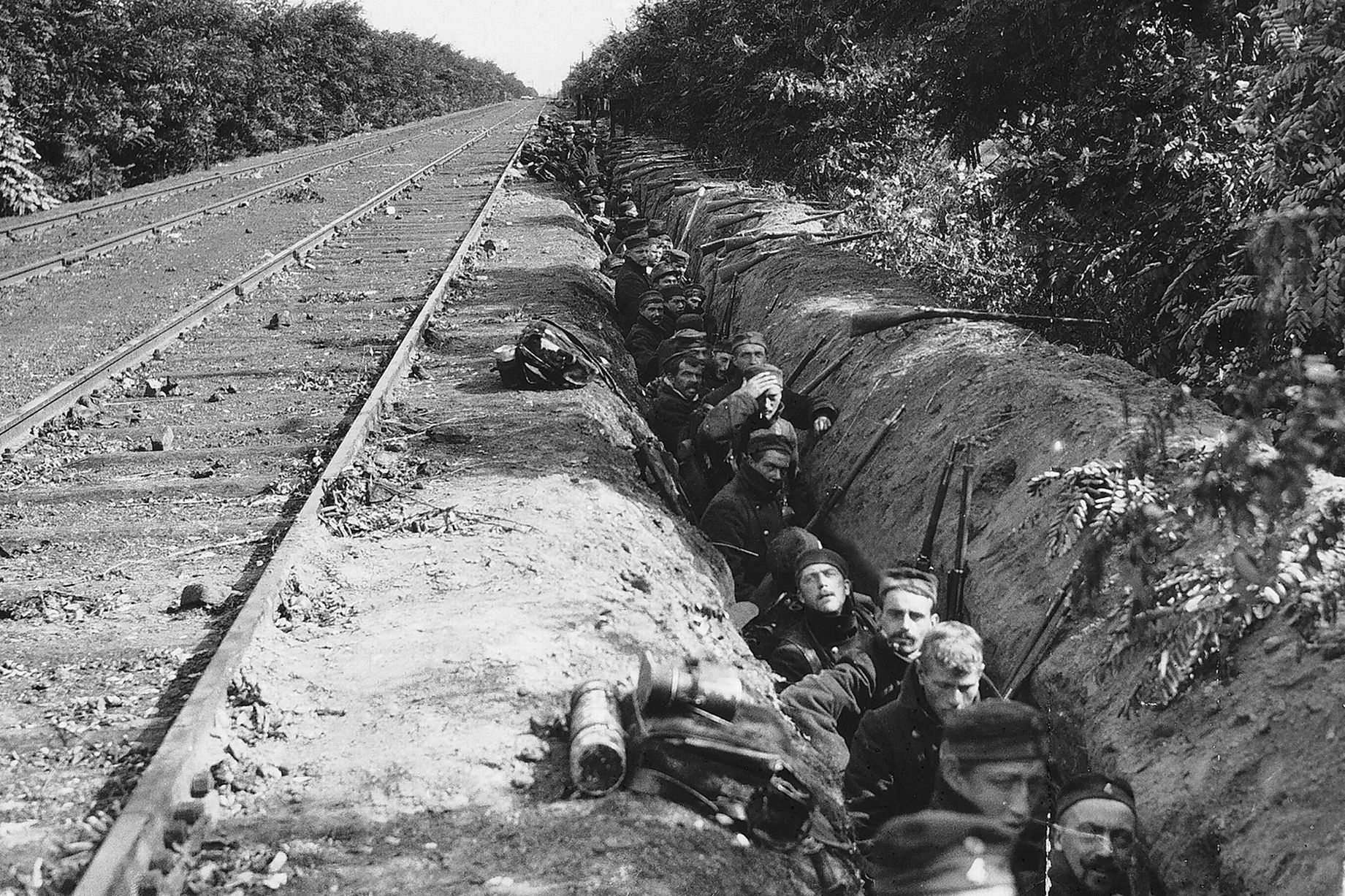
Belga gyalogság egy vasútvonal mellett kialakított lövészárokban

Antwerpen feladása után a belga hadsereg csapatai a tengerpart mellett az Yser folyóig vonultak vissza. Az itt kibontakozó csata a Csatorna partvidékének ellenőrzése miatt kibontakozó nagyobb küzdelem része volt.
Az Yser folyó környéke természetes akadályt képezett a német előrenyomulás útjában: a terepet kisebb-nagyobb csatornák szeldelték át és az egész vidék a tengertől visszahódított terület, a vízszint alatt fekvő polder volt. A tengervizet a csatornák és a torkolatuknál épített gátak, zsilipek rendszere tartotta vissza attól, hogy betörjön. Az egész rendszer központja Nieuwpoort városa közelében volt, ahol az Yser és számos más nagyobb csatorna a tengerbe ömlött.
A német 4. hadsereg, Albert württembergi herceg irányítása alatt augusztus 18-án, heves tüzérségi tűzzel kezdte meg támadását a folyó mentén kialakított belga állások ellen. A part mentén állomásozó brit hadihajók ágyútüzének segítségével a belgák visszaverték az első támadást, mire a németek, miután sikeretlenül próbálták megtorpedózni a hadihajókat, visszavonultak Oostende magasságába.

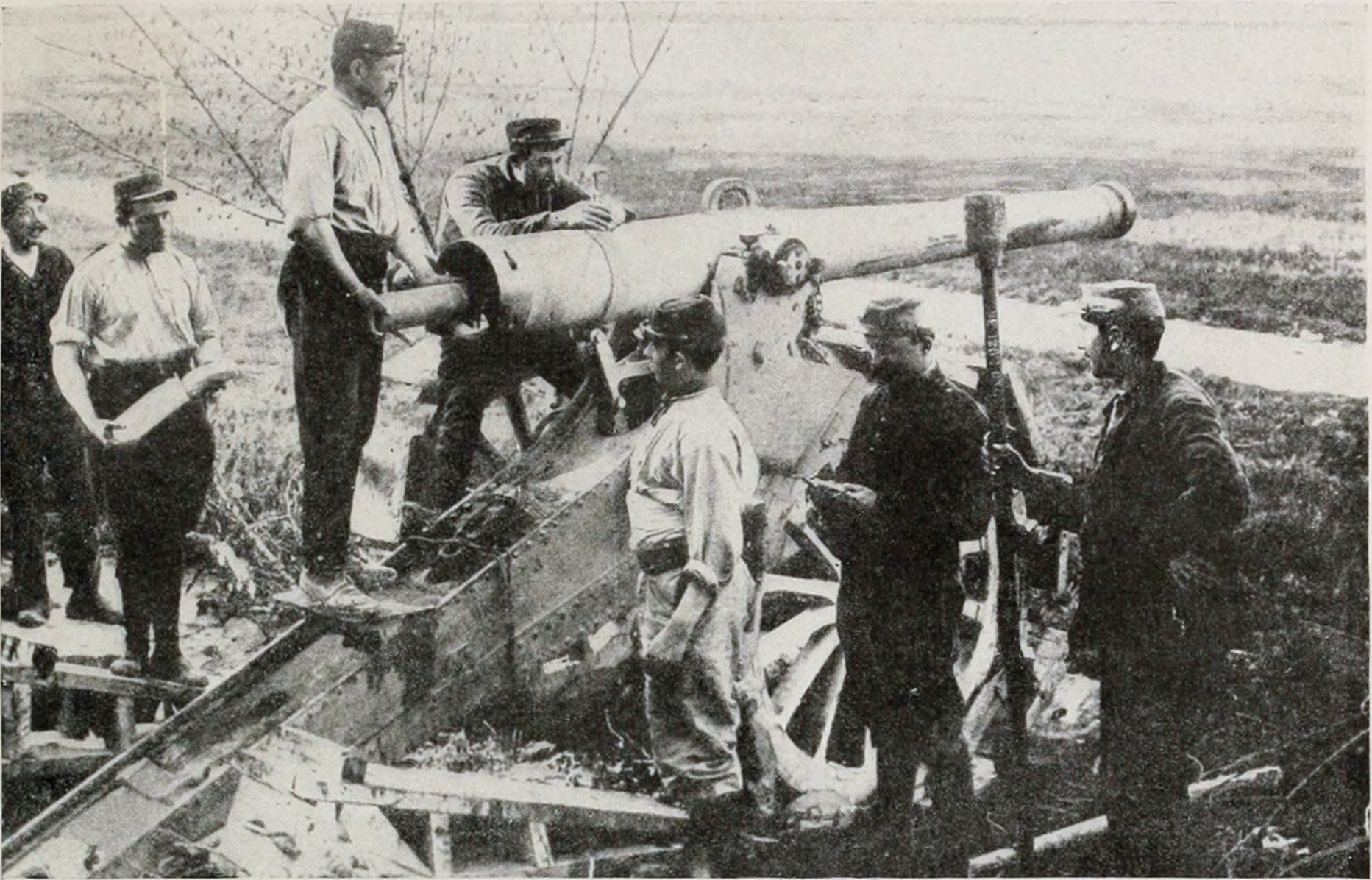
Belga tüzérség harcálláspontja, egy csatorna partján

Az elkövetkező négy napban a németek egyre újabb támadásokat indítottak, majd október 22-én Tervaete közelében az egyik német hadosztály katonái átkeltek a folyón és létrehoztak egy hídfőállást. A kibontakozó német támadás miatt a belga erők október 24-én visszavonultak a Diksmuide–Nieuwpoort vasútvonal mellé, de időközben beérkezett a francia 42. hadosztály, hogy megerősítse az állásokat.
Diksmuide városát, amely Nieuwpoorttól délre kb. 20 km-re helyezkedik el, 6500 francia tengerészgyalogos („Marins Fusiliers”) védte Ronarc’h admirális parancsnoksága alatt, és súlyos veszteségeket szenvedtek a sorozatos német támadások eredményeként.
Október 25-én Albert király, a belga ellenállás gyengülését és a csapatai által elszenvedett veszteségeket látva, a német áttörés megakadályozása érdekében elrendelte a zsilipek kinyitását Nieuwportnál. A betörő tengervíz fokozatosan elárasztotta az Yser folyó és a Diksmuide–Nieuwpoort vasútvonal töltése közötti, alacsonyan fekvő területet, amely október 29-én arra kényszerítette a német 4. hadsereget, hogy visszavonuljon és a támadás súlypontját Ypres környékére helyezze át. Diksmuide városát november 10-én elfoglalták a németek, de Nieuwpoort a háború során végig belga kézen maradt.

### Az első ypres-i csata

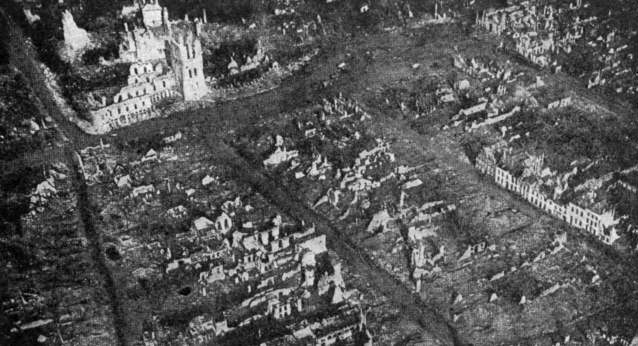
Ypres romjai a levegőből

Az első ypres-i csata 1914 október-novemberében zajlott a nyugat-flandriai Ypres (flamand nyelven: Ieper) város közelében. A szeptemberi ellentámadás során a szövetségesek csapatai a németeket Belgium területére vetették vissza, és a belga–francia–brit csapatok szilárd védelmi vonalat alkottak a tengertől 50–60 kilométer távolságban. A németek komoly védelmi vonalat képeztek az Aisne folyó vonalán, ezért az antant hadvezetése úgy gondolta, hogy a tengerpart közelében, a még meg nem erősített vonalaknál elért áttöréssel átkarolhatja a német jobbszárnyat. A német csapatokat irányító Erich von Falkenhayn tábornok sem akarta feladni a Csatorna partjára való kijutás tervét és azt sem akarta megvárni, míg a Flandriában megerősödnek az antant erői, ezért egy áttörési kísérlet mellett döntött.
A várostól északra helyezkedett el a belga hadsereg az Yser folyó partján, a várost magát francia egységek védelmezték, míg attól délre a brit expedíciós haderő egységei helyezkedtek el. Október 12-én a 4. és 6. német hadsereg megindította támadását, de jelentős erőfölényük ellenére sem tudták az áttörést kierőszakolni – a háború során először megmerevedtek a frontok, kialakult az ún. „állóháború”. A belga kormány azonban Oostende városából a franciaországi Le Havre-ba menekült. A belga csapatok kitartó védekezése jelentős áldozatok árán volt lehetséges: egyes alegységek akár 35%-os veszteségeket is szenvedtek.
Október 20-án a beérkező erősítések segítségével az antant csapatok ellentámadást indítottak Ypres-től délre, mire a németek felhagytak a belga állások elleni támadással és átcsoportosították erőiket, így Langemark falunál megállították a britek támadását. A német erősítések révén október 28-án indított ellen-ellentámadás során visszavetették a briteket eredeti állásaikba. November elejére az antant tartalékai megállították a német előretörést, az idő elromlott, és a németek csapatokat vontak ki a nyugati frontról, hogy keleten az orosz támadást meg tudják állítani.
A veszteségek mindkét oldalon meghaladták a 100 000 főt, miközben a frontvonalak lényegében változatlanok maradtak. A csatározások annyira kimerítették mindkét félt, hogy 1915 tavaszáig a nyugati fronton nagyobb hadműveletre nem is került sor.

## 1915

### A második ypres-i csata
Az Ypres környékén vívott második nagy csata volt a nyugati fronton indított egyetlen jelentős német támadás 1915-ben. Erich von Falkenhayn, a német vezérkar feje, a keleti frontra kívánta összpontosítani erőit. Az április 22-én kezdődő német támadás részben a keleti front tehermentesítését szándékozott elérni, részben pedig itt próbálták ki a klórgáz harci hatékonyságát.
A gáztámadások következtében széles rések keletkeztek a szövetséges vonalakban, de a németek nem voltak felkészülve ezek kihasználására, és a sebtében összeállított tartalékok mindenhol megállították a német előrenyomulást. További gáztámadásokra került sor április 24-én, május 10-én és 24-én. A német támadás az ypres-i kiszögellés méretét annyira lecsökkentette, hogy maga a város is a német ágyúk lőtávolságába került. A gáztámadások kezdeti hatékonysága ellenére a német támadás május végére elakadt, és a német vezérkar feladta terveit, hogy elfoglalja Ypres városát. Ehelyett összpontosított tüzérségi tűzzel a város teljes lerombolása mellett döntöttek.
A csata során a szövetségesek mintegy 69 000 főt (59 000 fő brit, 10 000 fő francia), míg a németek 35 000 főt vesztettek.

### Német gáztámadás Ypres közelében
1915. április 22-én Ypres közelében a németek mérgező gázokat vetettek be a második ypres-i csata során, de nem ez volt az első alkalom, hogy a háború során vegyi anyagokat használtak a harcoló felek. 1914 augusztusában a francia hadsereg könnygázzal (xilil-bromid) töltött gránátokat lőtt ki a német hadsereg állásaira, de a mérges gázok harcászati felhasználásának tanulmányozására a német hadvezetés fordított csak komolyabb figyelmet.
1914 októberében a németek a Nieuwkapelle környéki harcokban vetettek be először irritáló vegyi anyagokkal töltött tüzérségi lövedékeket, majd 1915. április 22-én a második ypres-i csata során már mérgező gázt, klórt vetettek be az ypres-i kiszögellést védő katonákra.
A kiszögellést ekkor brit, kanadai és francia katonák védték. 22-én reggel heves német tüzérségi támadás kezdődött, amely délutánra elcsendesült. Délután 5 felé a támadás újrakezdődött, de ekkor a kiszögellés déli részén állomásozó francia és algériai katonák különös sárgászöld felhőt láttak az állásaik felé közeledni. Mivel a tisztek azt gyanították, hogy a ködöt egy német támadást álcázására használják, katonáikat tüzelőállásba parancsolták.
A klórgáz hatásától megrémült francia és algériai katonák elhagyták állásaikat, és a szövetséges fronton kb. 6 km-es rés keletkezett. Ennek ellenére a németek nem tudták kihasználni a meglepetést, mivel nem készültek fel a gáztámadás következményeire. A német gyalogság idővel benyomult a résbe, de megfelelő védőfelszerelés híján nekik is veszteségeket okozott a francia lövészárkokban megülő klórgáz.

### A halál lövészárka – Diksmuide

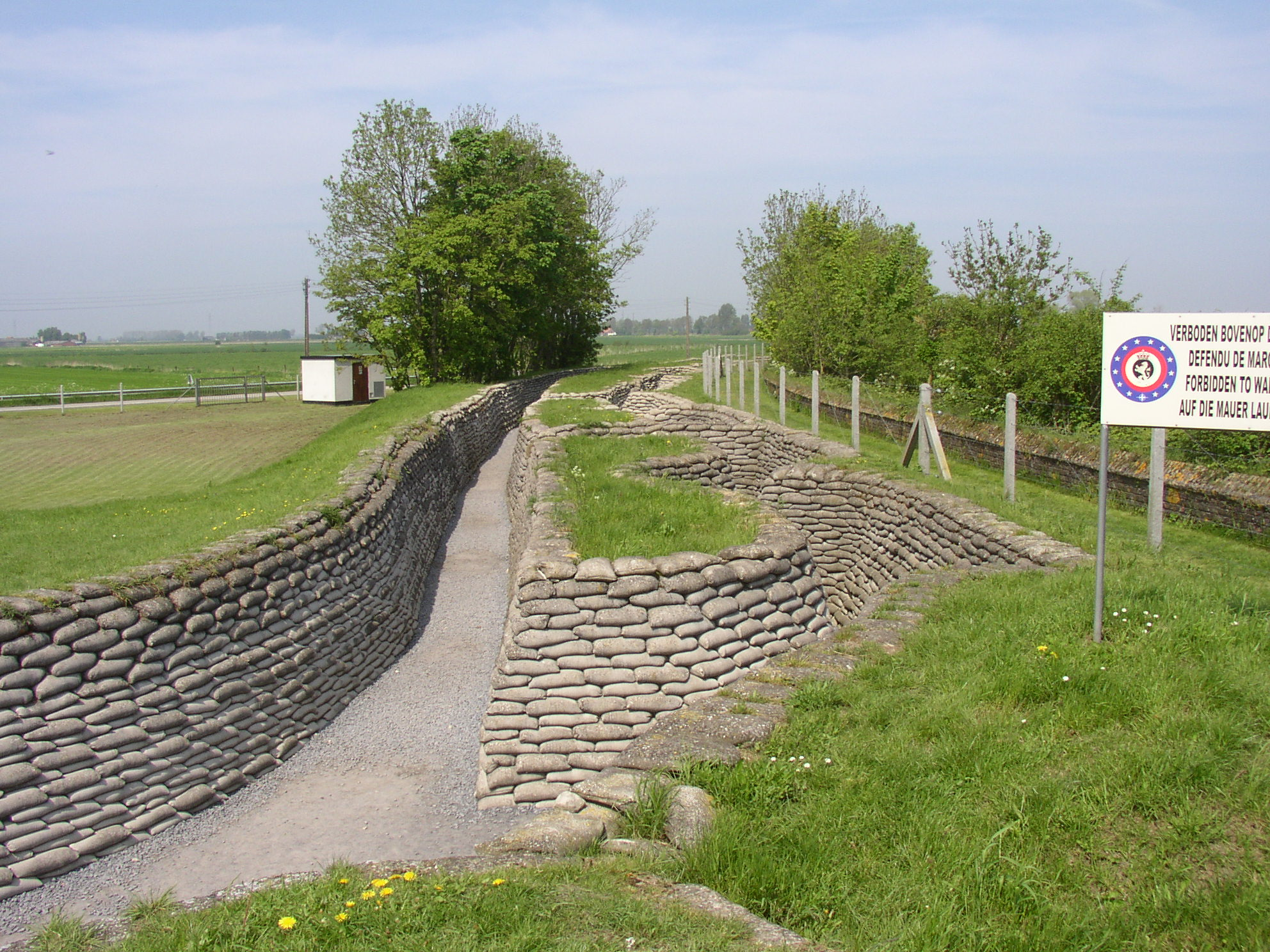
A „halál lövészárkának” egy részlete Diksmuide közelében

Az 1914-es harcok után a belga hadsereg maradékai Ypres városától nyugatra, a tengerpart irányába ásták be magukat. A belga védelmi vonal az Yser folyó mentén húzódott, és az 1915–1918 között itt vívott, keserves és sok áldozattal járó küzdelmek miatt a „halál lövészárkának” (hollandul: „Dodengang”, franciául „Boyau de la Mort”, angolul: „Trench of Death”) nevezték el. A belga hadsereg minden egysége megfordult itt, ahol hihetetlenül nehéz körülmények között folytatták a németek elleni harcot.
Miután Albert király parancsára a belgák megnyitották az Yser zsilipeit és a tenger elöntötte Nieuwpoort és Diksmuide környékén az alacsonyan fekvő földeket, a németek megerősített bázist építettek az Yser mellé és géppuskaállásokat telepítettek ide. 1915 elején, ellenséges tűz alatt, a belgák lövészárkokat kezdtek ásni, hogy ezt a bázist elfoglalják, időnként az árkokat a német vonalak alá ásták és aláaknázták. A németek hasonlóképpen cselekedtek és a lövészárkok egyre közelebb kerültek egymáshoz, az árkok egyre keskenyebbek, a betörések egyre gyakoribbak lettek. Az árkokban menedéket kereső katonák az ellenséges aknavető-támadásoknak vagy egy áthajított kézigránátnak nyújtottak jó célpontot. 1916-ban a belga műszakiak ismét áttörték az Yser gátját és elárasztották a lövészárokrendszer egy részét, hogy a sorozatos német betöréseket megállítsák. A belga oldalon két megfigyelőtornyot létesítettek, amely a németek közeledése esetén riadóztatott, majd 1917-ben a belga hadsereg betonnal megerősített állást épített ki, amelyet „egérfogónak” neveztek és az egyre gyakoribbá váló német betöréseket igyekeztek ezzel megállítani.
A halál lövészárkában a belga egységek katonái három napig egy huzamban teljesítettek szolgálatot, majd három napig a hátországban pihentek. A belga állásoktól északra és nyugatra a tenger által elöntött terület a senkiföldje volt. A hátországgal két gyaloghíd biztosította az összeköttetést. Az egyiken, a kaaskerkei templom irányából, a lövészárkok építéséhez szükséges anyagokat szállították, a másik, Lettenburg felé, a fronton szolgáló katonák utánpótlását és a felváltó csapatokat szolgálta ki.
A Diksmuide körül kialakított védelmi rendszer egészen 1918-ig a belga frontvonal központi erőssége volt, amíg 1918 szeptemberében a brit–belga erők sikeres támadása végleg vissza nem szorította a térségből a németeket.

### A flamand mezőkön
A második ypres-i csata egyik szünetében vetette papírra A flamand mezőkön (In Flanders Fields) címmel híres versét John McCrae orvos-alezredes, a kanadai hadosztály orvosa.

### További összecsapások
A brit haderő egyik aknász egysége (175. Tunneling Company Royal Engineers) 1915. július 18-án egy 1750 kg-os földalatti bombát robbantott fel a német állások alatt Zillebeke közelében. A robbanás következtében 40 méter átmérőjű és 16 méter mély kráter keletkezett, amelyet a 4. Middlesex ezred katonái azonnal elfoglaltak. A ellentámadás során a németek lángszórókat is bevetettek, így végül július 30-án az angolok feladták a krátert.
Bár a brit kormány élesen elítélte a mérgező gázok barbár alkalmazását, de nem késlekedtek saját alakulataikat a vegyi hadviselésre felkészíteni, és a loosi csata során a britek is klórgázt alkalmaztak a német állások ellen. 1915. szeptember 24-én 400 klórtartályt helyeztek el a brit vonalak mentén, és másnap reggel indult a támadás. A szélirány azonban nem kedvezett, és hamarosan a brit állások felé sodorta a klórgázfelhőt, végeredményben a csata során a britek nagyobb veszteségeket szenvedtek, mint a németek.

## 1916
Az év legjelentősebb hadművelete a verduni csata volt, amely februártól decemberig tartott és korábban soha nem tapasztalt veszteségeket okozott a támadó németeknek és a várost védő franciáknak. A britek július 11-én indították meg a somme-i csatát, amelynek az első napján 60 000 fős veszteséget szenvedtek halottakban és sebesültekben, és a két félnek összesen 1,5 millió halottat és sebesültet eredményezett.
A két nagy hadművelet következtében a front belgiumi szakaszán nagyobb harccselekményekre nem került sor.

## 1917
Az év jelentősebb hadművelete a francia hadsereg második aisne-i csatája, amely április 17-én kezdődött és teljes francia kudarccal járt. Belgium területén az első jelentős hadművelet a messines-i csata volt.

### Második messines-i csata

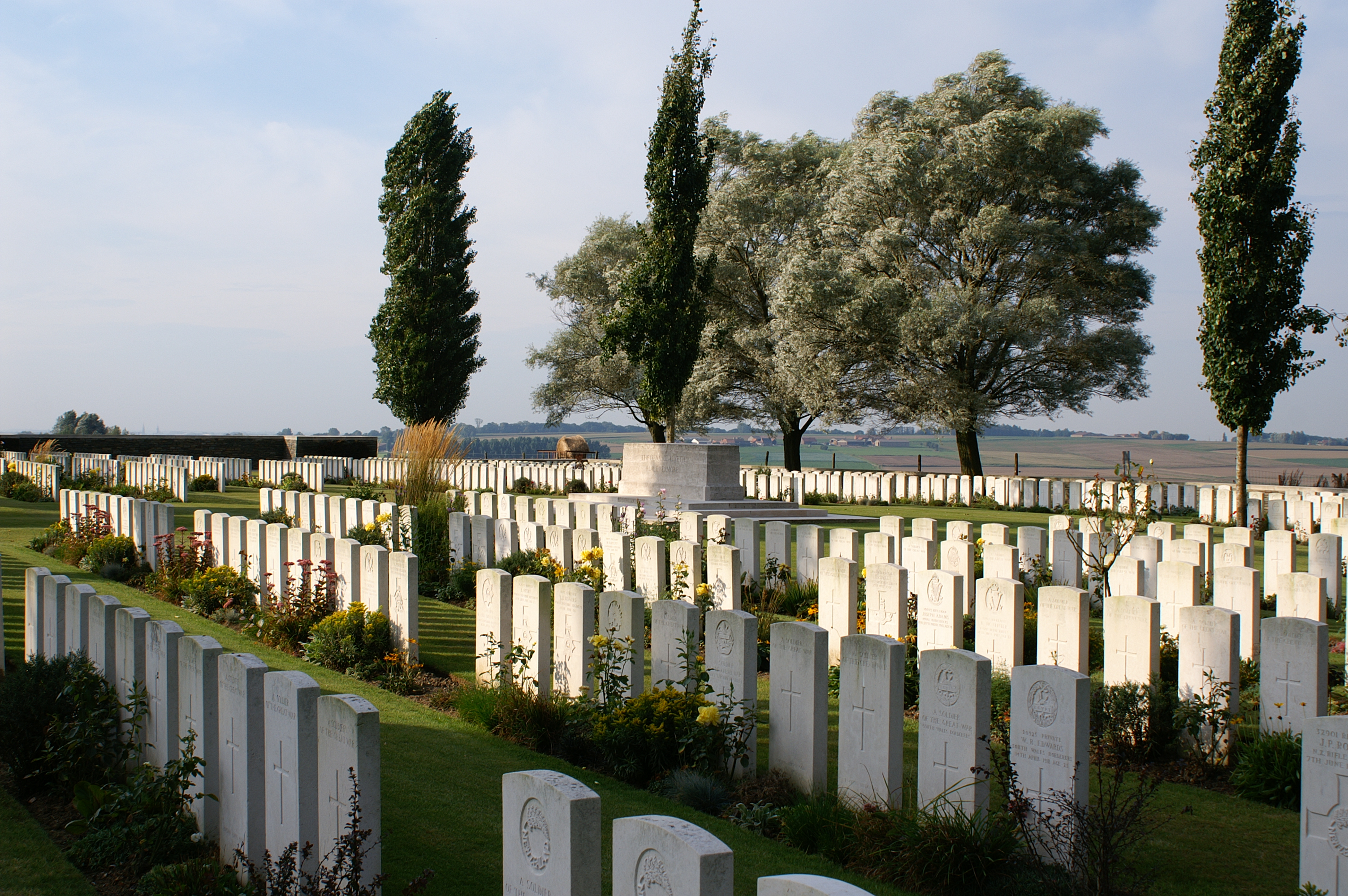
Messines Ridge brit katonai temető

Az Ypres városától délkeletre található Messines (flamandul: Mesen) városa mellett egy természetes kiemelkedés található, amelyet a németek foglaltak el 1914-ben és egy jól védett támaszpontot építettek ki. A támaszpont elfoglalásáért indított hadművelet a nyugati front egyik legsikeresebb támadó hadművelete volt. Herbert Plumer brit tábornok 2. hadserege június 7-én 19 akna felrobbantásával indította meg a támadást. A támadás a harmadik ypres-i csata egyik előzményének tekinthető, bár Plumer tábornok már 1916 elején felvázolta terveit a messines-i magaslat elleni támadáshoz.
Az előkészületek során 22 aknát ástak a német vonalak alá és a terv szerint mindet egyszerre, június 7-én hajnali 3:10-kor kellett volna felrobbantani. A robbanást a gyalogság támadása követte volna, amit tüzérségi támogatás, harckocsik és gáztámadások egészítettek volna ki. Az aknákat a támadás kitűzött napja előtt 18 hónappal elkezdték kiásni. Azonban az egyik aknát, Petite Douve Farm közelében a németek felfedezték és megsemmisítették. Két másik aknát nem robbantottak fel, mivel a támadási frontszakaszon kívülre estek. A német ellenaknák miatt összesen 8 km hosszúságú járatokat vájtak a német vonalak alá, amikor a brit műszakiak összetalálkoztak a németekkel, föld alatti közelharc tört ki. A hadmozdulatok pusztítását azonban a legjobban az mutatja, hogy ezek az aknák 20 tonna robbanóanyagot tartalmaztak egyenként, valamint 116 méter átmérőjű, 45 méter mély krátert hagytak, így a 19 akna egyidejű detonációja tízezer német katonát pusztított el.
Május 21-én tüzérségi támadás kezdődött a német vonalak ellen 2300 ágyúval és 300 nehéz mozsárral, ami egészen június 7-én hajnali 2:50-ig tartott. A németek ekkor, a meginduló támadástól tartva, rohamtempóban elfoglalták állásaikat. A következő 20 percben csönd ülte meg a frontvonalat, míg 3:10-kor Plumer parancsot nem adott a 19 akna, összesen kb. 600 tonna robbanószer felrobbantására. A tüzérségi támadás által elvesztegetett meglepetést teljes mértékben ellensúlyozta az aknák rombolása, amely elsöpörte a Messines és Wijtschate között húzódó gerinc tetejét. Az aknák felrobbanását a korabeli jelentések szerint David Lloyd George brit miniszterelnök Downing Street-i dolgozószobájában, illetve Dublinban is lehetett hallani. A robbanást az angolok „tűzoszlophoz” hasonlították, amelyben kb. 10 000 német katona vesztette életét.

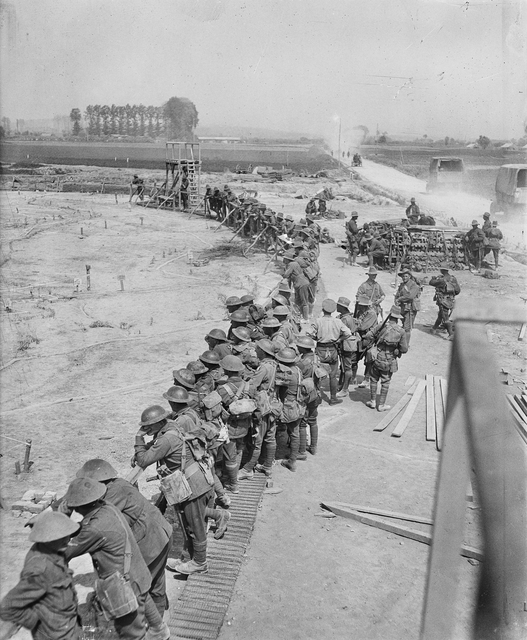
Ausztrál katonák a támadás megindulása előtt a messines-i német védelmi állások makettjét tanulmányozzák

A robbanás után kilenc gyalogos hadosztály indult támadásra mozgó tüzérségi tűz, harckocsik és gáztámadások kíséretében. A támadás összes kezdeti célkitűzését három óra alatt elérték, míg a Sir Hubert Gough parancsnoksága alatt álló 5. hadsereg, valamint a francia 1. hadsereg alakulatai a nap végére elérték a támadás távolabbi céljait is. A német ellentámadás június 8-án indult meg, de sikertelen volt és a brit ellentámadások révén a szövetségesek még mélyebben behatoltak a német vonalak mögé. Június 14-ére a teljes messines-i kiszögellés a szövetségesek kezén volt.
A messines-i csata volt a nyugati front első hadművelete, amelyben a védekező fél veszteségei meghaladták a támadó veszteségeit: 25 000 német halottal és sebesülttel szemben a szövetségesek 17 000 halottat és sebesültet vesztettek. A britek által fel nem robbantott két akna helyzetét rögzítő dokumentumokat a háború után a brit hadvezetés „elvesztette”, helyzetük ismeretlen volt, a városba visszatérő lakosság legnagyobb aggodalmára. Az egyik akna 1955. június 17-én villámcsapás következtében felrobbant, a másik akna helyzete továbbra is ismeretlen.

#### Pool of Peace
Spanbroekmolen közelében található a 19 felrobbantott akna közül a legnagyobb maradványa. A ma „Pool of Peace”-nek elnevezett krátert 41 tonna robbanóanyag felrobbantása eredményezte. Az aknát 1916 decemberében kezdték meg kiépíteni és csak a támadás előtt néhány órával fejezték be a robbanótöltet elhelyezését. 1917 februárjában egy német ellenakna megrongálta az aknát, és egy új járatot kellett nyitni. Az aknákat a terv szerint 3:10-kor kellett volna felrobbantani, de a spanbroekmoleni akna csak később robbant és veszteségeket okozott a támadó gyalogságnak is (az utasítások szerint a támadást akkor is folytatni kellett, ha valamelyik akna nem robbant fel).
A háborút követően a visszatérő belga lakosság elkezdte a robbanás maradványainak eltüntetését, a kráterek feltöltését, amit a britek elleneztek. 1929-ben Lord Wakefield megvásárolta a spanbroekmoleni krátert és környékét és átnevezte "Pool of Peace"-nek. Ma a terület tulajdonosa a Poperinge településen található Talbot House múzeum.

#### A kruisstraati kráterek
Ypres-től kb. 11 km-re található három kráter, a messines-i csatában felrobbantott aknák maradványai. Az aknákon 1915 decemberében kezdtek a 171., 175., 182., és 250. brit, valamint a 3. kanadai alagútásó századok („tunelling company”) dolgozni. 1650 láb (kb. 500 méter) mélységben alakították ki az első aknát, ahova közel 13 tonna ammonál robbanóanyagot helyeztek el. Egy hasonló alagutat sekélyebben, 166 láb (kb. 50 méter) mélységben alakítottak ki, ide is 13 tonna robbanóanyagot helyeztek el.
Az eredeti terv csak ezzel a két aknával számolt, azonban egy harmadik aknán is elkezdtek dolgozni, amely a német harmadik védelmi vonal alá vezetett 800 méter hosszan. Ide is 13 tonna robbanóanyag került. 1917 februárjában a német aknák megrongálták az egyik járatot, de nem fedezték fel. Ugyanekkor egy negyedik akna is elkészült, ahova kb. 9 tonna robbanóanyagot helyeztek el. A robbanások következtében kialakult kráterek a mai napig láthatók.

### Harmadik ypres-i csata

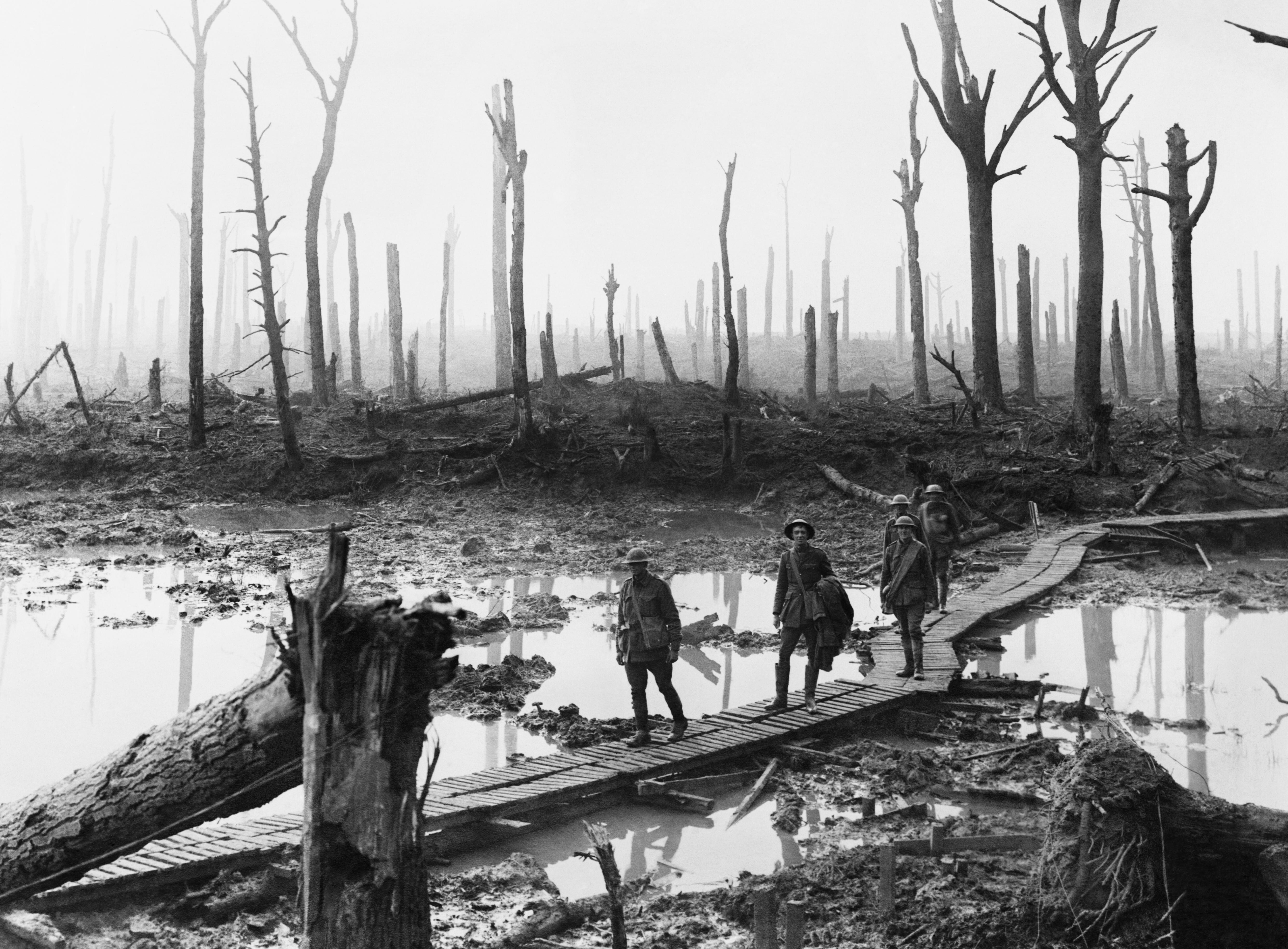
Az ausztrál 4. hadosztály katonái egy pallón Hooge közelében, 1917. október 29-én

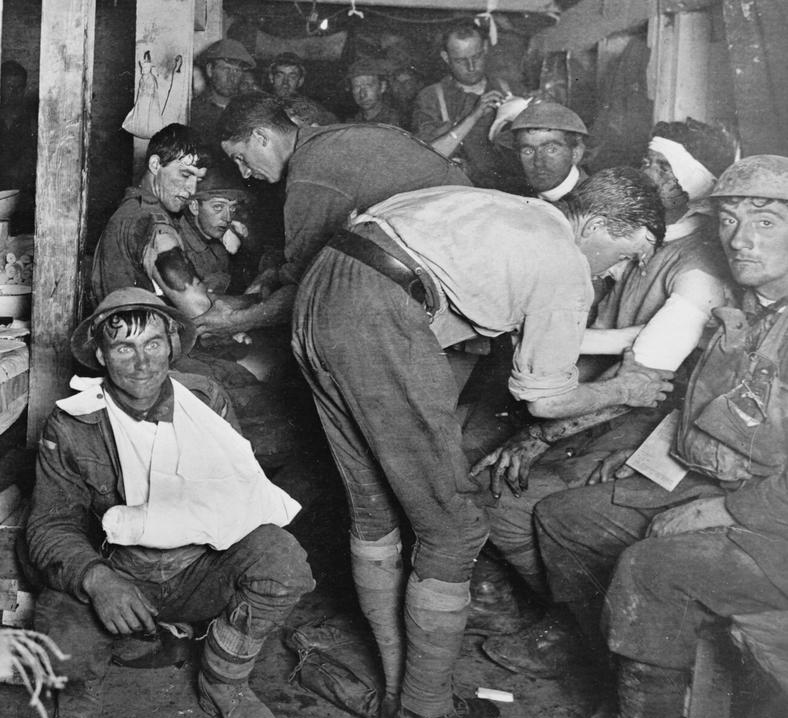
Ausztrál sebesültek egy Passendale falu közelében kialakított elsősegély-állomáson

A július 31-én megindított harmadik jelentős, Ypres környékén vívott ütközetben a védekező fél ezúttal Németország volt. A vele szemben álló szövetségesek abból a célból indítottak támadást, hogy a belga tengerpartig előrehaladva elfoglalják az ottani német tengeralattjáró-bázisokat és egyúttal csökkentsék a francia csapatokra nehezedő nyomást. (A sikertelen Nivelle-offenzíva után a francia csapatok harci morálja mélypontjára esett, lázadások törtek ki, és az elégedetlenség egész hadosztályok harcképességét veszélyeztette.) Az 1917. július 31. és november 10. között lezajlott harcokban a két oldalon összesen több mint hétszázezer ember esett el, vagy sérült meg.
A sár borzalmas nehézségeket állított a küzdő felek elé ebben az összecsapásban, noha nem az egész több hónapra nyúló csatát vívták sárban és esőben. Többnyire lecsapolt mocsarak adták a küzdelem helyszínét, amelyek még eső nélkül is nedvesek voltak. A támadást előkészítő nagyon intenzív brit ágyútűz ráadásul felszaggatta a felszínt, az augusztustól lezúduló esők pedig olyan mély, híg sárral borított terepet alakítottak ki, amelybe sok katona belefulladt, és elakadtak az újonnan kifejlesztett tankok is.
A németek lövészárkok és egymást támogató bunkerek jól kiépített rendszerével rendelkeztek, amelyet az ágyútűz nem pusztított el. Három hónapos küzdelem után, 1917. november 6-án a Kanadai Hadtest elfoglalta Passendale-t, de erre az időre a szövetségesek már majdnem félmillió katonát vesztettek, miközben a német veszteség kb. 350 000 fő volt. Passendale az ipari hadviselés borzalmainak szimbólumává vált. A falut a csata eltörölte a föld színéről.

## 1918
1918 elején a német vezérkar mindent eldöntő áttörésre készült a nyugati fronton. Miután megszűnt – vagy legalábbis kevésbé veszélyessé vált – az orosz front, a németek átcsoportosíthatták haderejük egy részét Franciaországba. A német vezérkar ezt azzal indokolta, hogy a háborút még azelőtt meg kell nyerni, mielőtt az Amerikai Egyesült Államok hadserege megérkezett volna a frontra. A Schlieffen-terven alapuló Kaiserschlacht hadművelet („A császár csatája”) célja a brit és a francia frontvonalak elszigetelése, a britek visszaszorítása a csatorna partjára, illetve a francia haderő bekerítése és felmorzsolása volt. A támadás március 21-én indult meg és jelentős kezdeti sikereket aratott, mivel a németek ügyesen kombinálták a gyalogság támadását a tüzérség támogató tüzével.
Azonban a túlságosan gyors előrenyomulás miatt a gyalogság mögött lemaradt a tüzérség, és a támadás egy héten belül elakadt a Somme folyó vonalán. Ludendorff ekkor északnak fordult és Flandriában kísérelte meg az áttörést, s amikor ez sem sikerült, ismét délen, a franciák ellen próbálkozott. A több szakaszban zajló támadássorozat végül az eredeti tervtől eltérő irányban folyt, gyakorlatilag a La Manche csatornától Reimsig tartó front teljes szélességében, s noha területi nyereséget hozott, kivéreztette és feldarálta a német hadsereget. Június közepére a németek kénytelenek voltak felfüggeszteni a támadásokat, mivel arra sem maradt erő, hogy a megszerzett területeket megtartsák, ráadásul a francia és az angol harcvonalat sem sikerült teljesen elszigetelni egymástól.

### A Lys-völgyi csata

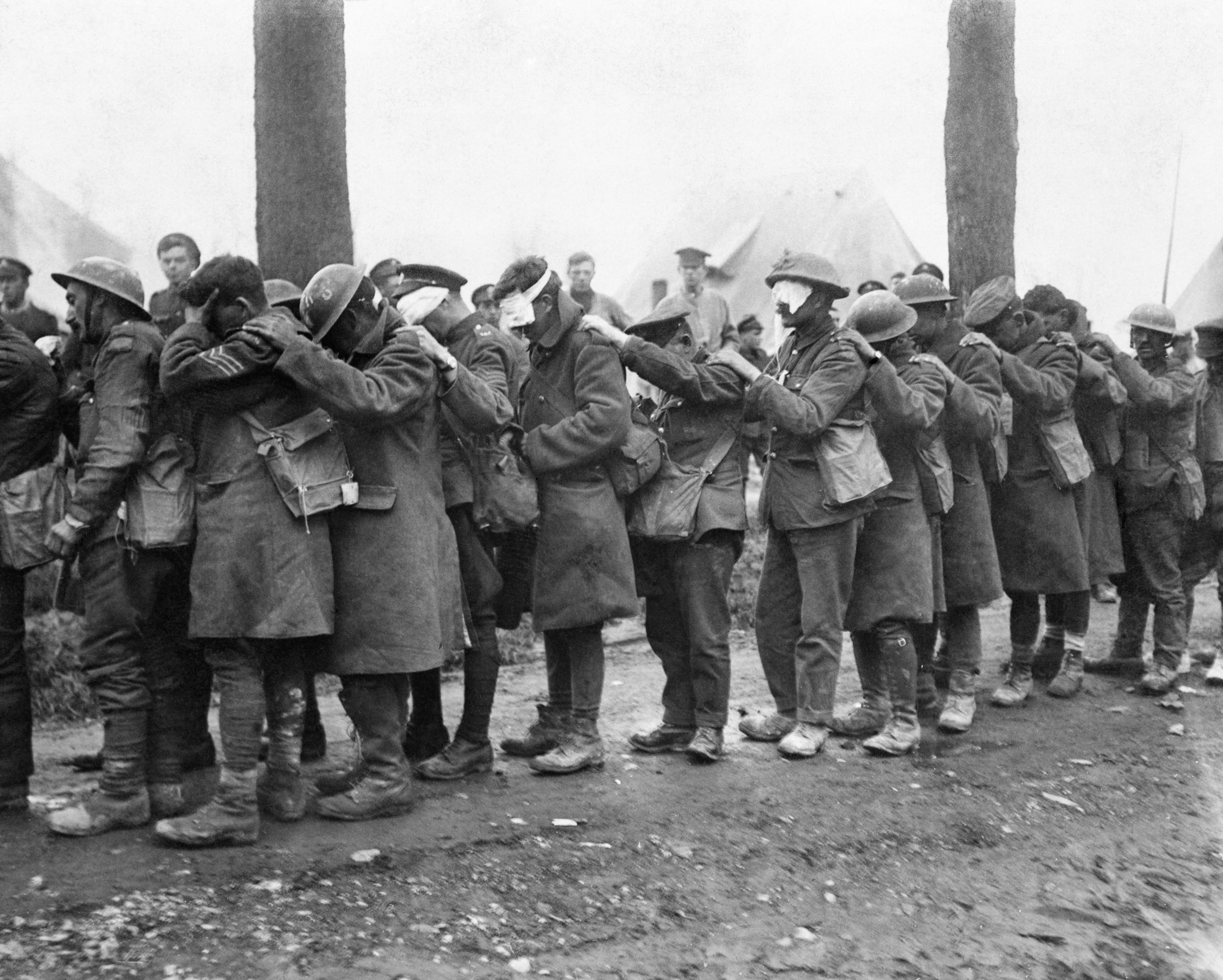
A Lys völgyében indított támadás során a németek ismét bevetették vegyi fegyvereiket. A képen a brit 55. hadosztály katonái, akiket az április 10-i gáztámadás megvakított.

Április 9-én a német hadsereg a flandriai Lys folyó völgyében indított támadást a Ludendorff-offenzíva keretében brit, francia és portugál állások ellen, amely kezdetben olyan sikeres volt, hogy a németek hamarosan ide helyezték át a német tavaszi offenzíva súlypontját. A támadást eredetileg Ludendorff tábornok rendelte el, hogy megzavarja a szövetségeseket, de a kezdeti sikerek láttán a támadást kiszélesítése mellett döntött. A német csapatok majdnem teljesen áttörték a brit 5. hadsereg vonalait, és csak a beérkező, francia erősítések voltak képesek megállítani a német támadást. A brit főparancsnok, Sir Douglas Haig, külön napiparancsban szólította fel a brit és nemzetközösségi katonákat, hogy „hátukat a falnak vetve”, szívósan védekezzenek a németek ellen.
Az eredeti német haditerv (fedőneve: George hadművelet, de később átnevezték Georgette-re) a franciaországi Saint-Quentin környékére összpontosította a támadó erőket, de felkészültek arra az eshetőségre, hogy a szövetségesek jelentős erőket csoportosítanak át Flandriából a támadás megállítására. Ez március végére be is következett, a német támadás megakadt és ekkor kezdődhetett a támadás a Lys folyó völgyében.
Ez az alacsonyan fekvő terület az év nagy részében víz alatt állt és nehéz technikai eszközök számára szinte járhatatlan, normális körülmények között csak áprilisra remélhették a németek, hogy a talaj megfelelően kiszárad. Azonban a Rupprecht koronaherceg parancsnoksága alatt álló flandriai német erők arról értesítették a vezérkart, hogy a szokásosnál szárazabb tavaszi időjárás következtében a talaj járható.

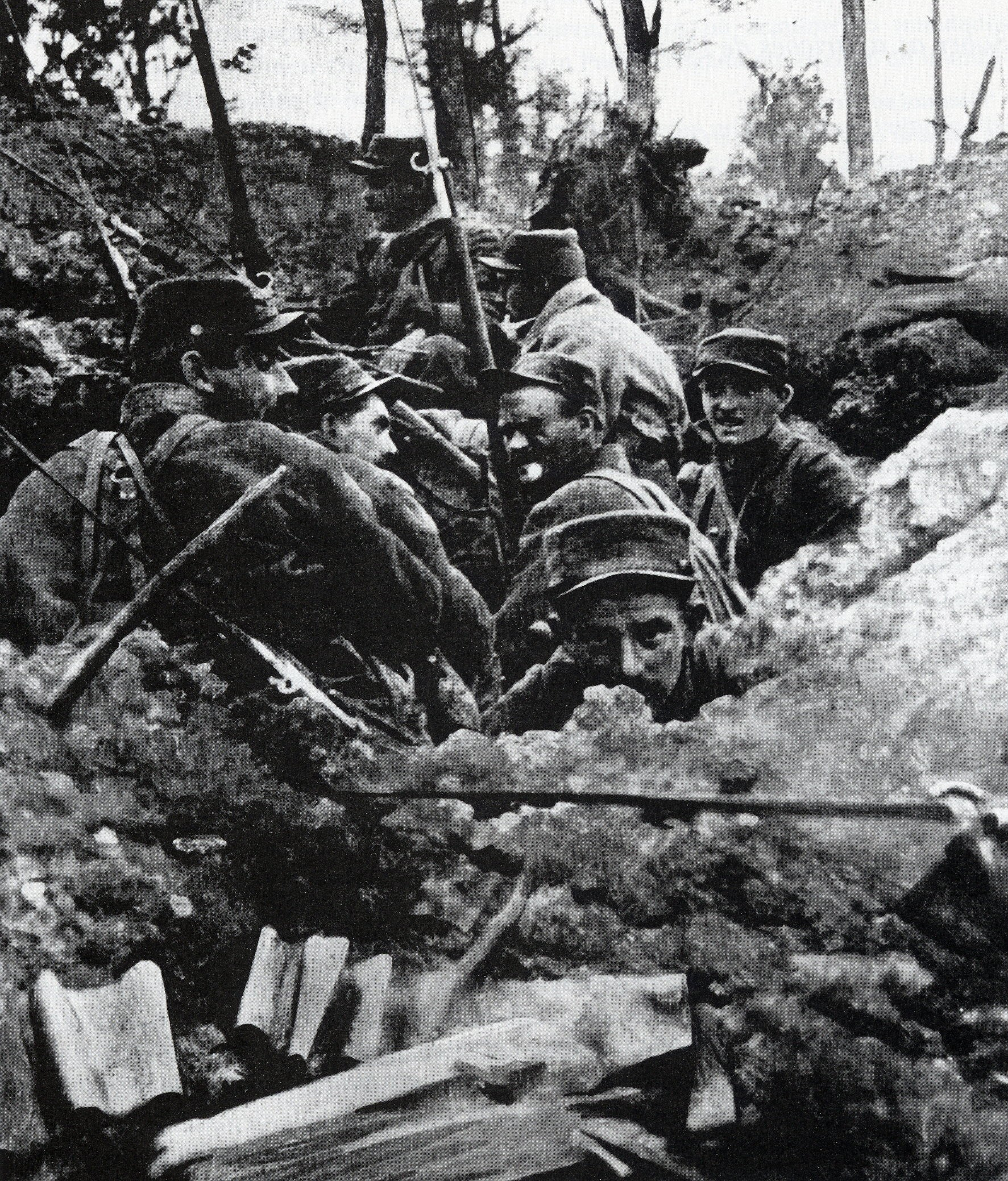
Portugál katonák a Lys mentén kialakított lövészárkokban

A haditerv szerint a 6. német hadsereg Armentières környékén törte volna át a szövetséges vonalakat, míg a 4. hadsereg Ypres elfoglalását kapta feladatul. Április 9-én indult meg a támadás Nieuwkapelle irányába, amelyet most a német gyalogság elitalakulatai vezettek, akik kis számban, golyószóróval, lángszóróval és könnyű géppuskával felszerelve, szűk arcvonalak formájában támadták a 2. portugál hadosztály állásait. A német tüzérség és az aknavetők támogatásával hamarosan elfoglalták az első vonalakat, és a portugálok menekülésbe kezdtek. A portugál hadtörténelem egyik legnagyobb vereségében a 2. hadosztály, kb. 20 000 fő Manuel Gomes da Costa tábornok vezetése alatt a támadás első napján mintegy 300 tisztet és 7000 katonát veszített halottakban, sebesültekben és hadifoglyokban. Velük szemben a német 6. hadsereg 50 000 katonája állt, hat hadosztály Ferdinand von Quast tábornok parancsnoksága alatt. A szektorban állomásozó brit csapatokat a Somme környéki csatározásokból vonták ki és eredetileg pihenés és feltöltés céljából küldték ezeket északra. Emiatt a brit katonák kimerültek, az egységek pedig vagy jóval harcértékük alatt, vagy pedig frissen kiképzett újoncokkal feltöltve várták a német támadást.
A kezdeti sikerek kihasználása azonban nem sikerült, a tüzérséget nem tudták előremozgatni, és csak néhány vagonnyi lőszerutánpótlás érte el a fronton harcoló katonákat. Ennek ellenére az első nap a német katonák elérték a Lys partjait, majd átkeltek a folyón. Április 10-én elfoglalták Estaires városát, majd a támadást kiszélesítették Wijtschate térségébe és a számtalanszor gazdát cserélt messines-i kiemelkedés ellen. 11-én elesett Armentières és Merville, majd Bailleul és Wijtschate. Eddigre azonban a Lys völgyén keresztül szinte semmilyen utánpótlás nem érte el a katonákat, akik csak a britek által hátrahagyott élelmiszerrel tudtak táplálkozni. A britek megerősített állásai elleni harcokban a németek súlyos veszteségeket szenvedtek, amit nem tudtak pótolni.
A támadás további folytatása, illetve a francia erősítés beérkezésének megakadályozása érdekében a németek elterelő támadást indítottak Villers-Bretonneux közelében április 24-én. Bár a támadás teljes kudarcot vallott, ennek ellenére a Kemmel-hegyen kialakított brit állások az első német támadás alatt összeomlottak, és a britek megkezdték az ypres-i kiszögellés kiürítését. Ekkor a német támadást Cassel irányába folytatták; ha ezt el tudják foglalni, akkor a brit utánpótlás központjai, Boulogne és Calais városai is a német ágyúk hatótávolságába kerültek volna. Csak a francia erősítés beérkezése mentette meg a brit vonalat az összeomlástól, és április végére a német támadás teljesen elakadt és május 1-jén a németek védőállásaikba vonultak vissza.

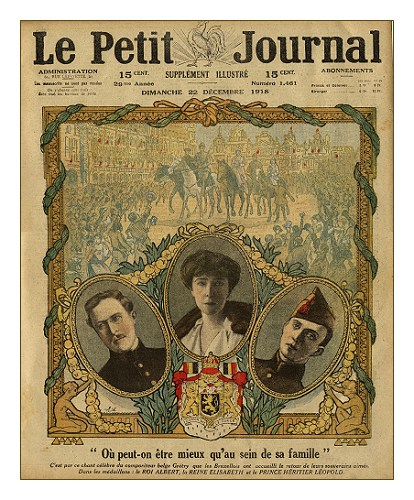
A győzedelmesen visszatérő királyi pár és fiuk, Lipót belga herceg (a későbbi III. Lipót belga király). Korabeli belga napilap címlapja.

## Gyarmati háború
A belga gyarmati haderő, amely a Belga Kongó rendfenntartó haderején, a Force Publique-on alapult, számos győzelmet aratott brit és portugál segítséggel a németek felett. Elsősorban Kamerun és Német Kelet-Afrika gyarmatokat foglalták el, amelyeket a háború befejezése után, a Népszövetség jóváhagyásával, Belgium kapott meg háborús jóvátételként.
1916-ban a kelet-afrikai hadjárat során a belga gyarmati haderő, a belga és kongói katonákból álló Force Publique (FP) elfoglalta a mai Ruanda és Burundi területét. Belgium jelentős erőket mozgósított a hadjárat sikere érdekében, csak teherhordóból 200 000 állt rendelkezésre. Az FP 1916. április 16-án Charles Tombeur tábornok vezetésével benyomult Német Kelet-Afrika területére és május 6-án elfoglalták Ruanda fővárosát, Kigalit. A Burundiban állomásozó német csapatok nagyobb ellenállást fejtettek ki, de végül meg kellett hátrálniuk a túlerőben lévő FP csapatok előtt. 1916. június 6-ra Ruandát és Burundit elfoglalták a belgák.
Az FP ekkor egy újabb támadást indított Tabora, Német Kelet-Afrika középső részének adminisztratív központja ellen. Az FP három oszlopban nyomult előre, és hamarosan elfoglalták Biharamuro, Mwanza, Karema, Kigoma és Ujiji városokat. Heves küzdelmek után sikerült elfoglalni Taborát is, de Jan Smuts brit tábornok (hogy megelőzze a világháború utáni belga területi követeléseket) visszarendelte az FP katonáit Ruanda és Burundi területére, helyüket brit csapatok vették át.
A világháborút követően 1924-ben a Népszövetség Belgiumra bízta ezen területek adminisztrációját. A második világháború után az ENSZ megerősítette a belga mandátumot, és csak 1962-ben nyerte el a két terület függetlenségét.

## Polgári és katonai veszteségek
A hivatalos belga adatok szerint a hadsereg veszteségei a következőképpen alakultak a háború négy éve alatt: 26 338 halott, 14 029 eltűnt, 44 686 sebesült. Az afrikai hadjáratban 2620 fő esett el. A brit hadsereg becslései kissé eltérő adatokat közölnek: 13 716 halott és 24 456 eltűnt.
A polgári lakosság összes veszteségei meghaladták a 92 000 főt, amelynek elsődleges oka a háború alatt kitört éhínség, illetve a háború után a spanyolnátha. A háború első napjaiban a német hadsereg számos várost és falut lerombolt, a polgári lakosságot fedezéknek használták, a férfiakat kivégeztek és a nőket megerőszakolták. A szövetségesek propagandistái által terjesztett rémtörténetek közül egyeseknek feltehetően semmi alapja sem volt, de több ezren meghaltak a német atrocitások következtében. John Horne professzor becslései alapján a német megtorlások francia és belga áldozatainak száma 6500 fő körül lehetett.

### A német megtorlás háttere
A háború első napjaiban a német hadvezetés sem tagadta az atrocitásokat. Állításuk szerint a kivégzettek a németekre támadtak – az első háborús napok felfokozott légkörében a németek mindenhol „francs-tireurs”-öket, azaz mesterlövészeket, gerillákat véltek látni –, bár a belga kormány szerint a Garde Civique, azaz a népfelkelők nem tanúsítottak ellenállást. Az akkor érvényben lévő nemzetközi jog normáinak megfelelően a németeknek joguk volt a polgári ruhás ellenállókat kivégezni. A németek félelmét tovább fokozta, hogy a hadsereg vezetése (amint az az egyik újság is közölte) valóságos „Volkskrieg”-ről beszélt, részben azért, hogy az első támadás megakadását és a kezdeti magas veszteségeket megmagyarázzák.
A felfegyverzett ellenállókról szóló pletykák annyira feltüzelték a németeket, hogy elég volt lövéseket hallani a távolban – „Man hat geschossen!” – és máris előállítottak és kivégeztek néhány közelben lakó civilt. A németek élő pajzsként is használták a lakosságot, hidakra és más stratégiailag fontos pontokra gyűjtötték össze őket, hogy a belga és a francia hadsereg tüzérségi támadásait lehetetlenné tegyék. A német megtorlás egyik példája Leuven, ahol augusztus végére már visszatért a nyugalom, de augusztus 25-én valahol a városban lövések dördültek el. A német katonák habozás nélkül összeszedtek és kivégeztek 248 leuveni polgárt, leégettek hat lakóházat és a leuveni egyetem híres könyvtárát.
A belga lakosság iránt tanúsított könyörtelen viselkedés hátterében vallási okok is állhattak, hiszen a túlnyomórészt katolikus Belgiumot a protestáns porosz hadosztályok katonái szállták meg, és a német katonák meg voltak győződve arról, hogy a „francs-tireurs”-ök ellenállását a katolikus papok szervezik.

## A németek által megszállt belga területek 1914–1918 között

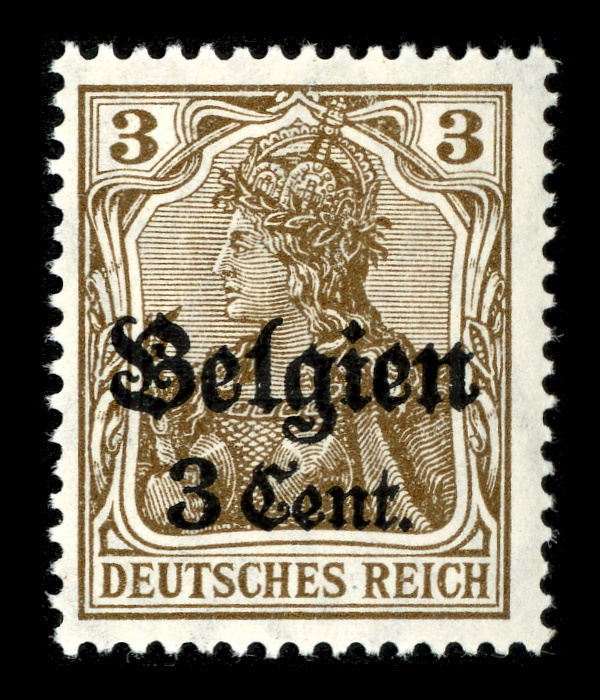
Belgiumban forgalomba hozott német bélyeg az első világháború idejéből

1914. augusztus 4-én a német csapatok átlépték a belga határt és két hónappal később lényegében elfoglalták az egész országot. Ekkor azonban a német kormánynak még semmilyen elképzelése sem volt, hogy mit fog tenni az elfoglalt területekkel és az ott élő emberekkel. A német hadvezetésnek, a német politikai vezetésnek és a Belgium élére kinevezett főkormányzónak eltérő elképzelései voltak az ország jövőjéről: az annektálástól a belga ipar teljes kihasználásig és Belgium látszólagos függetlenségének visszaadásáig terjedtek ezek a nézetek. Belgiumra és a belgákra, illetve az ország ipari kapacitására, elsősorban a szénbányákra és az acéliparra szüksége volt a németeknek, akik azonban kihasználták a flamand–vallon ellentéteket és gazdasági túlsúlyukat a háború négy éve alatt.

### Közigazgatás és politikai irányítás
1914. augusztus 26-án nevezték ki Belgium első német főkormányzóját, Colmar von der Goltz tábornagyot és a közigazgatásért felelős Dr. Wilhelm von Sandtot. A német hadvezetés elképzelései alapján feladatuk a hadsereg teljes mértékű kiszolgálása volt, a rekvirálás, a jegyrendszer és a kényszermunka bevezetésével. Ekkor még nem születtek hosszú távú tervek Belgium jövőjéről, mert a német csapatok magabiztosan nyomultak előre Párizs felé, míg a belga csapatok még tartották Antwerpent.
Novemberre azonban megváltozott a helyzet, mert a németek megszilárdították ugyan Belgium megszállását, azonban előrenyomulásuk elakadt a nyugati fronton. Goltz tábornagy ekkor lemondott posztjáról és a Törökországban harcoló német csapatok parancsnoka lett, helyére november 28-án Moritz von Bissing tábornokot nevezték ki. Bissing majdnem három évig volt ezen a poszton és nagymértékben befolyásolta a Belgiumot érintő német döntéseket. Lényegében korlátlan hatalma és önállósága volt a megszállás közigazgatásának kialakításában és politikáinak kidolgozásában, hatalmát úgy használta fel, hogy Németország érdekeit szem előtt tartva megakadályozta Belgium teljes kifosztását.
Közigazgatásilag Belgiumot három zónára osztották fel a németek: az első és legnagyobb zóna Brüsszelt és Belgium nagy részét foglalta magában, Bissing közvetlen irányítása alatt. A második volt Gent és Antwerpen városa a német 4. hadsereg irányítása alatt, a harmadik pedig a parti sáv volt a német haditengerészet irányítása alatt. A közigazgatás legnagyobb problémája az emberhiány volt, Bissing néhány tisztviselőt kapott Németországból, de ezek nagy része nem beszélte a helyi nyelveket és nem értett a belga állam működéséhez. A hiánypótlás érdekében Bissing a korábbi belga közigazgatásból toborzott embereket, akik lényegében folytatták korábbi tevékenységüket (ezeknek a tisztviselőknek nem kellett hűséget esküdni Németországnak, csak hogy követik az utasításokat és készakarva nem tesznek a német érdekek ellen).
A háború előtt Belgium hivatalos nyelve a francia volt, és a befolyásos vallon politikai elit minden eszközzel igyekezett háttérbe szorítani a flamand nyelvet, kultúrát és érdekeket. A megszállás alatt a németek igyekeztek kihasználni a flamandok frusztrációját és ellenséges érzéseit, különválasztva a flamand és a vallon területeket. A közigazgatásban külön Flamand Irodát hoztak létre, amely a flamand autonómiát propagálta, és találkozókat szervezett befolyásos flamand politikusokkal és vezetőkkel. Közel 200 flamand vezető gyűlt össze 1917. február 4-én, ahol megválasztották a Flamand Tanácsot, amely támogatta Belgium felosztását és a német vezetés céljait.

### Gazdasági élet
Belgium megszállása után a német hadsereg minden rendelkezésre álló belga pénzügyi és gazdasági erőforrást igyekezett kihasználni a harcoló csapatok támogatása érdekében, ehhez a hágai egyezményt idézték, amely lehetővé teszi, hogy egy megszálló hadsereg a megszállt területekről támogatást szerezzen. Miután a német hadsereg megszállta Brüsszelt, arra kényszerítették a várost, hogy 50 millió belga frank „háborús jóvátételt” fizessen, míg Brabant tartomány hasonló címen 450 millió frankot fizetett. A hadsereg emellett nyersanyagokat is rekvirált, Antwerpen elfoglalása után közel 75 millió frank értékű nyersanyagot foglaltak le. A rekvirálás során a németek általában ígéretet tettek a lefoglalt áruk ellenértékének visszafizetésére, ez általában nem következett be, de például az Antwerpenben lefoglalt értékek negyedét visszafizették.
Amint a hadsereg nagy része elhagyta Belgiumot, a német ipari vezetők kezdték kihasználni a belga lehetőségeket, elsősorban a szénbányászat, az acél- és olajipar erőforrásait.

## Fordítás
- Ez a szócikk részben vagy egészben  a   Duitse opmars door België tijdens de Eerste Wereldoorlog című holland Wikipédia-szócikk ezen változatának fordításán alapul.  Az eredeti cikk szerkesztőit annak laptörténete sorolja fel. Ez a jelzés csupán a megfogalmazás eredetét és a szerzői jogokat jelzi, nem szolgál a cikkben szereplő információk forrásmegjelöléseként.

## Ajánlott olvasmány
- Keller, Ulrich. Schuldfragen: Belgischer Untergrundkrieg und deutsche Vergeltung im August 1914. Paderborn: Ferdinand Schöningh (2017). ISBN 978-3-506-78744-6